# Paquebot
Vous lisez un « article de qualité » labellisé en 2010.
Un paquebot est un navire spécialisé dans le transport de passagers en haute mer, que son but soit d'assurer une liaison (paquebots de ligne, dont les plus célèbres sont les transatlantiques) ou bien un voyage d'agrément (paquebots de croisière). Le terme est issu de la francisation de l'anglais packet boat qui désignait les navires transportant du courrier.
Les premiers grands paquebots sont apparus au début du XIXe siècle avec l'essor des migrations internationales et du phénomène colonial. De nombreuses innovations techniques telles que la machine à vapeur et les coques en acier ont permis aux paquebots de gagner en taille et en puissance, un développement accéléré par la compétition entre puissances, notamment entre le Royaume-Uni et l'Allemagne, dont ils faisaient l'objet. Après deux âges d'or, au tournant des deux siècles puis dans l'entre-deux-guerres, le règne du paquebot, au moins en tant que moyen d'assurer des liaisons, s'est achevé pour laisser place à celui de l'avion à la fin des années 1950. Aujourd'hui, il n'existe plus que des paquebots de croisière, évoluant en particulier en Méditerranée et dans les Caraïbes, car même le dernier transatlantique, à savoir le Queen Mary 2, ne sert que dans le cadre de voyages d'agrément.
Au cours de l'âge d'or des paquebots, dans la première partie du XXe siècle, beaucoup de navires offraient des voyages extrêmement luxueux  pour un riche public. Cependant, ces mêmes navires transportaient un grand nombre de passagers relativement pauvres, à l'étroit sur les ponts inférieurs. Les bateaux les plus anciens ont souvent offert aux immigrés des prix très bas.
Les paquebots ont laissé une forte empreinte dans la mémoire collective. Certains, comme Normandie ou le France, sont ainsi devenus des symboles nationaux tandis que d'autres, comme le Titanic ou le Lusitania, ont connu des fins dramatiques qui ont durablement marqué les esprits. Le cinéma et la littérature ont également largement contribué à créer ce « mythe du paquebot ».
Après l'effondrement du trafic au cours des années 1960, beaucoup de liners ont continué à naviguer comme navires de croisière.
Le Mauretania de la Cunard a été considéré, à l'époque, comme le plus beau paquebot de sa génération. 
Au printemps 1935, la mise en service de Normandie constitue un événement médiatique et sociétal d'ampleur mondial tout à fait exceptionnel, jamais observé par un paquebot. C'est le premier navire à dépasser 300 m de long, à atteindre 80 000 tonneaux et à dépasser 30 nœuds de vitesse.

## Histoire

### Du clipper au paquebot à vapeur (1800 - 1838)

#### Les premiers paquebots
Les premiers paquebots apparaissent au milieu du XVIIe siècle. Ces navires étaient chargés de transporter le courrier — des « packets » — entre la Grande-Bretagne et le continent. Ils prenaient parfois à leur bord quelques passagers. La marine britannique est alors la plus puissante du monde. Elle exploite de nombreuses routes commerciales de par le monde pour importer des matériaux exotiques. La mer du Nord et la mer Baltique deviennent également des routes commerciales majeures. Cependant, pendant la première moitié du XIXe siècle le service des « packets » disparaît au profit du paquebot moderne.
Au début du XIXe siècle, la révolution industrielle et la croissance des échanges commerciaux inter-continentaux — par le biais, notamment, des colonies — rend impérieux le développement de liaisons sûres entre ces terres. Au premier rang des puissances coloniales, le Royaume-Uni a besoin de routes maritimes stables pour relier les différentes parties de son empire : Extrême-Orient, Inde, Australie, etc. Depuis le XVIIIe siècle, les grandes puissances maritimes s'équilibrent, et le rêve du Hollandais Hugo Grotius selon lequel les mers appartiennent à tous se concrétise. La naissance du concept d'« eaux internationales » et l'absence de revendication qui s'ensuit, simplifie la navigation. Le début de ce XIXe siècle est l'ère des clippers, puissants voiliers au gréement imposant, capables d'atteindre des vitesses parfois supérieures à 20 nœuds. Ces navires long-courriers sont principalement américains et assurent de nombreuses liaisons ; ils peuvent ainsi rallier Macao à New York en 70 jours.
En 1818, des marchands américains fondent la Black Ball Line qui est la première compagnie à assurer une liaison transatlantique régulière. Rapidement, de nombreuses autres compagnies l'imitent de par le monde. Cependant, la domination reste américaine. La Guerre de Sécession freine le développement maritime : naufrages et faillites entament la suprématie américaine. La fin de la domination des clippers est définitive lorsqu'une nouvelle technologie apparaît : la navigation à vapeur.

#### Les débuts laborieux de la machine à vapeur

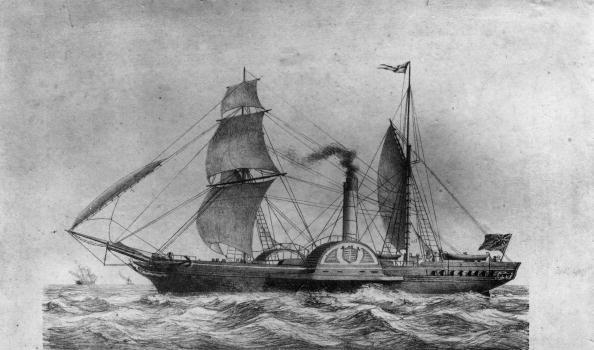
En 1838, le Sirius est le premier navire à traverser l'Atlantique uniquement à la vapeur.

En 1807, l'ingénieur Robert Fulton réussit à appliquer le principe de la machine à vapeur aux navires. Il construit la première embarcation mue par cette technologie, le Clermont, qui parvient à rallier New York à Albany en une trentaine d'heures, avant d'entamer un service régulier entre ces deux villes. D'autres vaisseaux reprennent rapidement cette innovation. En 1816, l'Elise est le premier navire à vapeur à traverser la Manche. 1819 voit un nouveau progrès important. Le Savannah devient le premier navire à vapeur à traverser l'Atlantique. Parti de la ville du même nom, il rallie Liverpool en 27 jours. Toutefois, la traversée s'effectue principalement à la voile alors que la vapeur ne sera pas utilisée plus de 72 heures au cours du voyage. L'engouement du public pour cette nouvelle technologie se réduit et, des 32 passagers qui avaient réservé une place à bord, aucun n'embarque sur le Savannah. À cette époque, la navigation à vapeur ne convainc toujours pas les professionnels qui ne voient en elle qu'une curiosité, au point qu'en 1820, le propriétaire du Savannah débarrasse son navire de sa machine à vapeur.
Les travaux sur cette technologie continuent et un nouveau pas est franchi en 1833. Le Royal Edward réussit à traverser l'Atlantique en ayant recours à la vapeur sur les trois quarts du parcours. La voile n'est alors utilisée que pour permettre de décrasser les parois des chaudières couvertes de sel. Cependant, les sceptiques sont toujours nombreux au point qu'en 1836, le physicien Dionysius Lardner déclare que « le voyage direct d'un bateau à vapeur entre Liverpool et New York est aussi chimérique qu'un voyage sur la Lune ».
La dernière étape vers la navigation à vapeur est franchie lorsque le Sirius, parti de Liverpool le 3 avril 1838, atteint New York 19 jours plus tard après une traversée mouvementée. En effet, trop peu de charbon ayant été prévu pour la traversée, l'équipage doit brûler voiles et mobiliers pour arriver à destination. Le voyage se fait à une vitesse de 6,7 nœuds. Il est rendu possible par la mise en œuvre de condenseurs alimentant les chaudières en eau douce, ce qui évite d'avoir à ôter le sel. L'exploit est de courte durée. En effet, le lendemain, le Great Western, de l'architecte visionnaire Isambard Kingdom Brunel arrive à son tour à New York. Parti de Liverpool le 8 avril, il pulvérise le record du Sirius avec une vitesse moyenne de 8 nœuds. La course à la vitesse est lancée et avec elle, la tradition du « Ruban bleu », remis au navire ayant effectué la traversée la plus rapide de l'Atlantique qui gagne ainsi le droit d'arborer un pavillon bleu à son mât.

### Des navires de plus en plus imposants et sophistiqués (1838 - 1897)

#### La naissance des grandes compagnies
Avec le Great Western, Brunel pose les bases des nouvelles techniques de construction navale. Il s'est rendu compte que la capacité d'un navire augmente plus rapidement que sa résistance à l'eau ; en d'autres termes, la proportion de charbon à transporter par rapport à la taille du navire diminue lorsque le navire est plus imposant. Construire de grands navires est donc plus rentable. De plus, durant les années 1830, les migrations à destination des Amériques augmentent énormément. Ces mouvements de population sont une manne financière pour les compagnies maritimes dont certaines parmi les plus grandes voient le jour à cette époque. C'est en particulier le cas de la P&O en 1822 au Royaume-Uni, et en France de la Compagnie générale maritime en 1855.
La vapeur permet également aux navires d'assurer un transport régulier que ne permettait pas la voile. Cet aspect séduit particulièrement les compagnies postales, qui louent les services de ces bâtiments afin de desservir des clients séparés par l'océan. Samuel Cunard fonde en 1839 la Cunard Line et devient le premier à dédier son activité au transport de courrier assurant dès lors un service régulier suivant un calendrier déterminé. Ses navires exploitent les routes entre le Royaume-Uni et les États-Unis et sont rapidement surnommés packet boats, termes à l'origine du mot paquebot. Progressivement, ces paquebots long-courriers abandonnent la roue à aubes, peu pratique en haute mer, au profit de l'hélice.

#### Les premiers géants

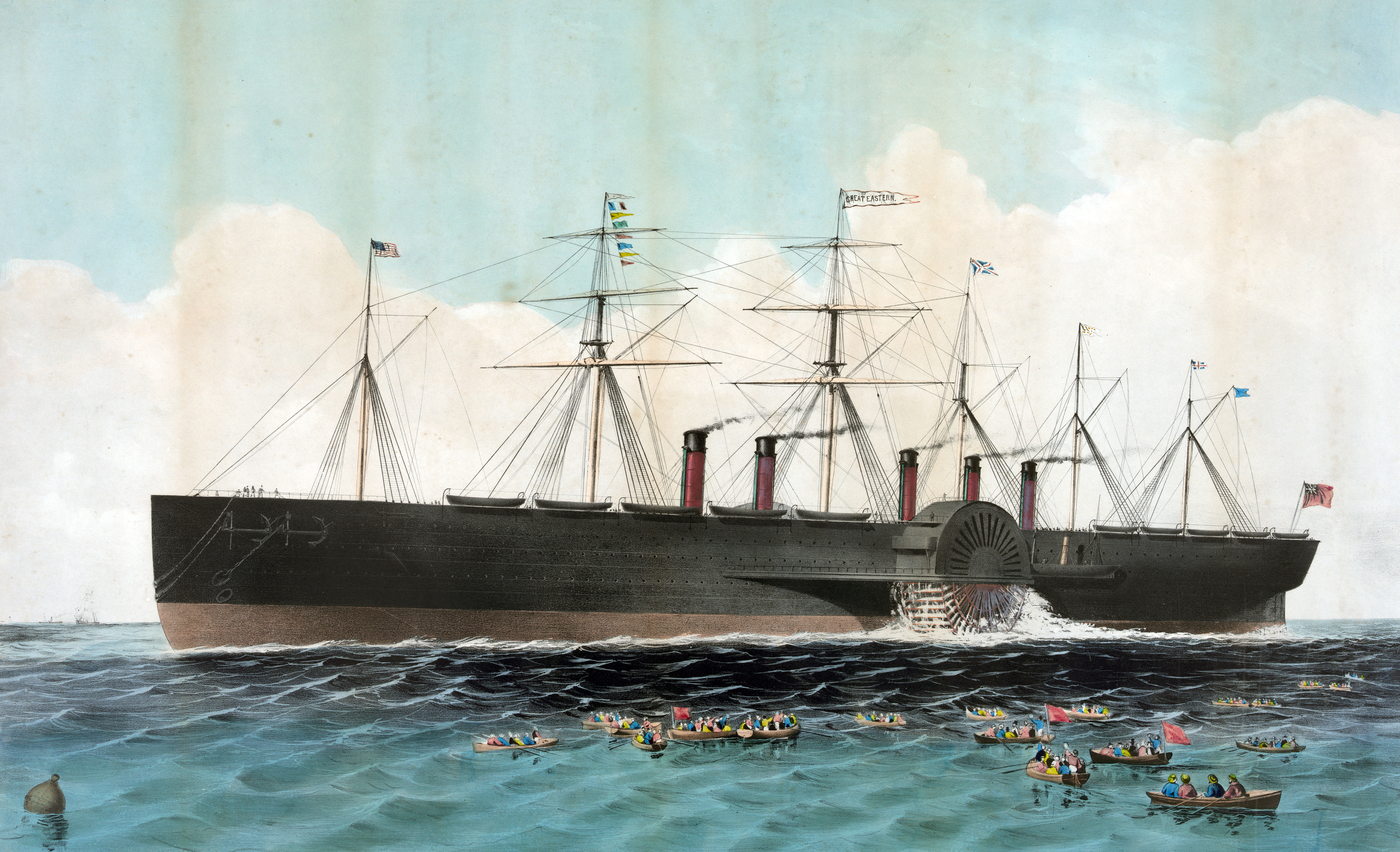
Si le Great Eastern demeure pendant 40 ans le plus grand paquebot au monde, sa carrière n'en est pas moins chaotique.

La taille des navires allant en augmentant, les coques en bois se fragilisent : l'apparition de coques en fer, à partir de 1845, puis en acier, remédie à ces problèmes. Le premier navire à double coque en fer est le Great Britain, nouvelle création de Brunel, qui est également le premier navire sur lequel une hélice remplace les roues à aubes ; une fois encore, le navire effraie la clientèle et sa carrière se révèle désastreuse : le navire s'échoue et est reconverti en entrepôt. Il est finalement transformé en musée plus de 150 ans après son inauguration. La compagnie américaine Collins Line suit une autre approche. Elle prend le parti du luxe avec des navires pourvus de chambres froides, de systèmes de chauffage et d'innovations diverses, mais l'opération est coûteuse. Les naufrages de deux de ses navires portent un coup fatal à la Collins Line qui est dissoute en 1858.
En 1858, Brunel construit son troisième et dernier géant, le Great Eastern. D'une longueur de 212 mètres, ce paquebot reste pendant près de 40 ans le plus grand objet flottant jamais construit. Il peut en théorie embarquer 5 000 personnes. Cependant, sa carrière est ruinée par une suite d'échecs et d'incidents : constructeur et armateurs font faillite, et la traversée transatlantique inaugurale maintes fois repoussée se fait presque à vide.
Entre l'Allemagne et les États-Unis également, beaucoup de navires sont au départ des grands ports allemands de Hambourg et de Brême avec des compagnies comme l'HAPAG et la Norddeutsche Lloyd. L'année 1858 est marquée par un accident majeur, le naufrage de l'Austria, le 13 septembre. Le navire construit à Greenock en 1857, qui reliait bi-mensuellement les deux villes de Hambourg et New York via Southampton subit un incendie accidentel qui fit succomber une bonne part des 534 passagers et membres d'équipage, au large de Terre-Neuve. 88 survivants témoigneront de la catastrophe.
Sur le marché britannique, la Cunard Line et la White Star Line se livrent une forte concurrence à partir du rachat de cette dernière par Thomas Ismay à la fin des années 1860. La lutte prend pour symbole l'obtention du Ruban bleu que les deux compagnies décrochent plusieurs fois à la fin du siècle et qu'elles partagent avec certains navires de l’Inman Line. Le luxe et la technologie des navires évoluent également. Les voiles auxiliaires deviennent obsolètes et disparaissent complètement à la fin du XIXe siècle tandis que les paquebots adoptent une silhouette plus moderne avec une proue tombant à angle droit. Un usage militaire possible des paquebots est envisagé et le Teutonic devient, en 1889, le premier croiseur auxiliaire de l'histoire : en cas de guerre, il peut facilement être équipé de canons et utilisé en cas de conflit. Le navire parvient à impressionner jusqu'à l'empereur allemand Guillaume II qui désire voir son pays doté d'une flotte moderne.

### Le premier âge d'or (1897 - 1914)

#### L'Allemagne entre en scène

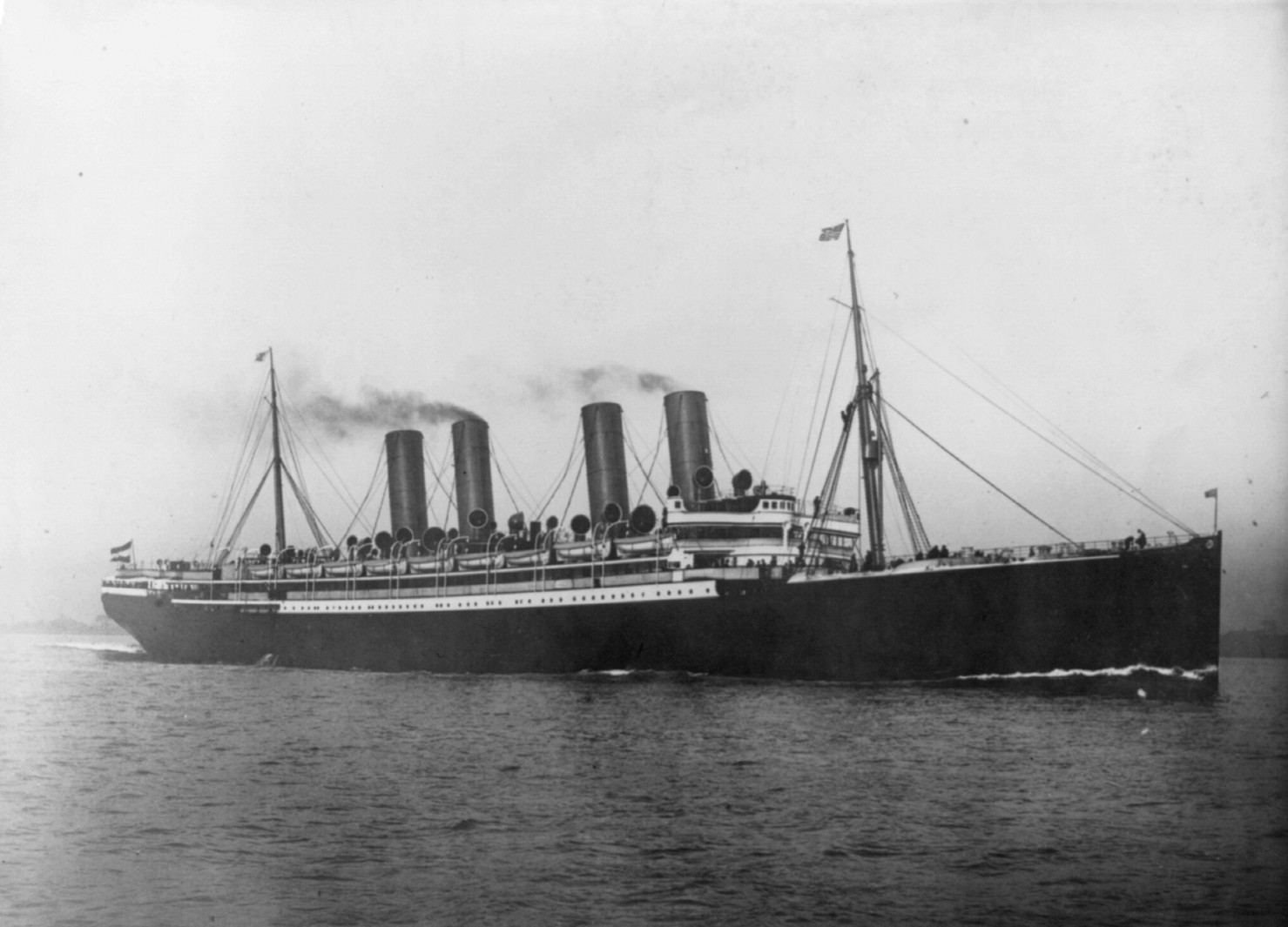
Le Kaiser Wilhelm der Grosse marque la montée en puissance de l'Allemagne sur la scène maritime.

En 1897, l'Allemagne lance le Kaiser Wilhelm der Grosse de la Norddeutscher Lloyd suivi quelques années après par trois sister-ships. Ce navire long-courrier présente de nombreuses innovations : il est très luxueux et rapide et parvient à dérober le Ruban bleu aux Britanniques. Il est également le premier des quatorze paquebots à quatre cheminées qui voient le jour dans l'histoire de la marine. Le navire n'en aurait eu besoin que de deux, mais un plus grand nombre de cheminées donne aux passagers une impression de sécurité et de puissance sur laquelle les constructeurs jouent.
En 1900, la HAPAG réplique avec le Deutschland, paquebot de quatre cheminées construit pour la vitesse. Celui-ci ravit facilement le Ruban bleu à son compatriote, avant de le perdre au profit d'un de ses navires jumeaux . Cette course à la vitesse se fait cependant au détriment du confort et engendre de fortes vibrations, qui font perdre tout succès au navire une fois son record battu. Le Deutschland n'est utilisé que pendant dix années comme transatlantique avant d'être reconverti prématurément en navire de croisière. Jusqu'en 1907, le Ruban bleu reste entre les mains des Allemands, au grand dam des Britanniques.
Ceux-ci ont par ailleurs d'autres problèmes : le financier américain John Pierpont Morgan embrasse l'idée d'un empire maritime regroupant un grand nombre de compagnies. Il fonde l’International Mercantile Marine Company qui regroupe dans un premier temps des compagnies maritimes américaines, et à partir de 1902, la Leyland Line et la White Star Line. Par ailleurs, son trust signe des accords avec les plus grandes compagnies allemandes de telle façon que sa seule concurrente sérieuse est la Cunard Line. Le gouvernement britannique décide donc d'intervenir pour reprendre l'ascendant.

#### Les nouveaux géants britanniques

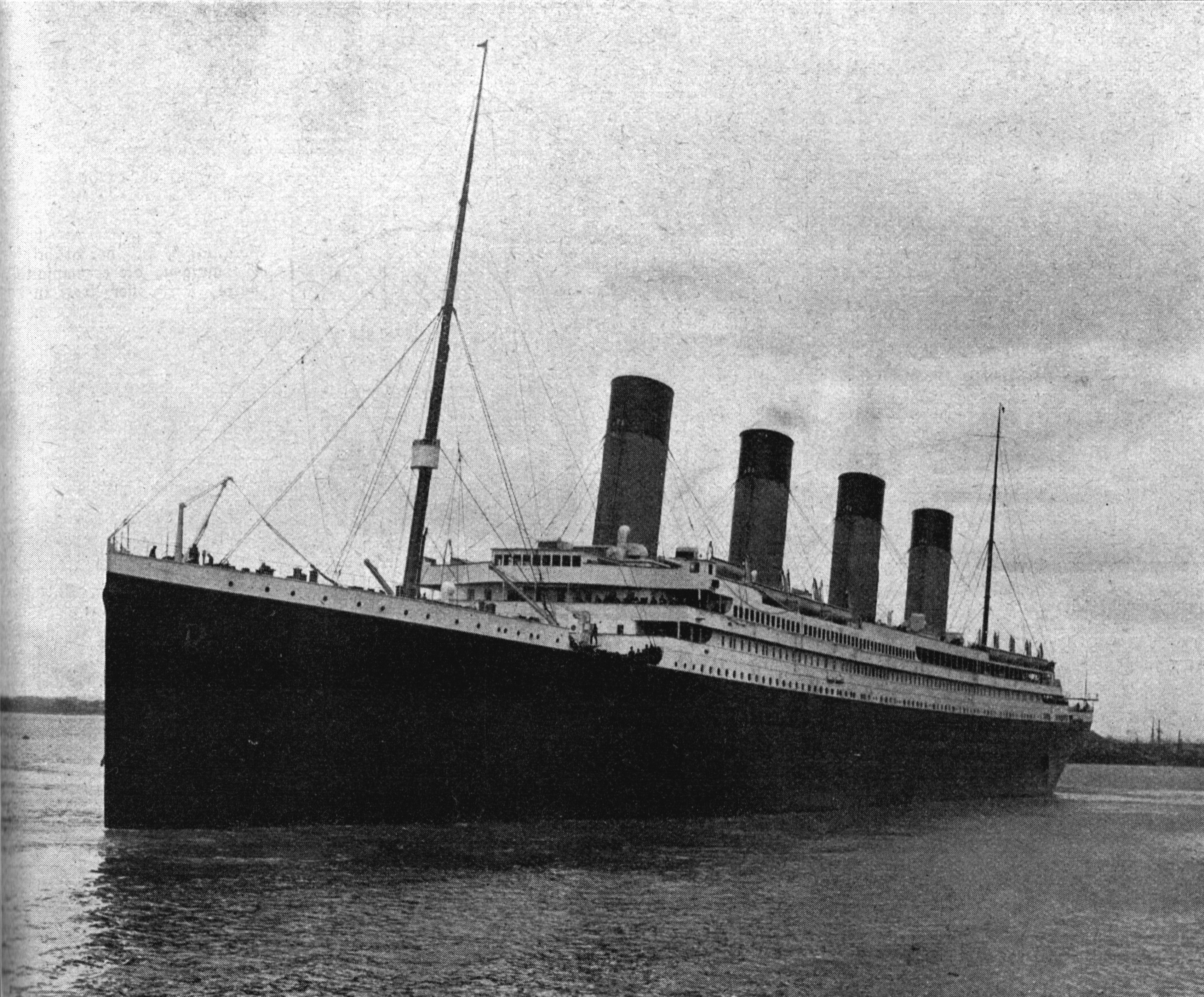
Le naufrage du Titanic en 1912 entraîne une forte remise en question des mesures de sécurité en mer.

Bien que les Allemands dominent sur le plan de la vitesse, les plus gros navires battent pavillon britannique. L'Oceanic et les Big Four de la White Star Line sont en effet les premiers à surpasser largement le record établi quarante ans plus tôt par le Great Eastern. Cependant, leur propriétaire est américain. Face à cette importante concurrence, le gouvernement britannique propose à la Cunard Line de participer financièrement à la construction de deux paquebots à la taille et la vitesse inégalée. En contrepartie, ceux-ci pourront être convertis en croiseurs en cas de guerre. Le résultat de cet accord est la mise en service, en 1907, de deux jumeaux : le Lusitania et le Mauretania, qui reprennent le Ruban bleu dès leurs traversées inaugurales respectives. Le deuxième conserve cette distinction pendant plus de vingt ans. Leur vitesse est accrue par l'utilisation de turbines au lieu des classiques machines à expansion. D'autres navires cumulent les deux systèmes de propulsion pour plus d'efficacité.
La White Star Line réplique fin 1908 - début 1909. Elle lance la construction des navires de classe Olympic, dont la mise en service est prévue entre 1911 et 1914. Le premier, l’Olympic commence une carrière honorable, bien que ponctuée d'incidents. Ce n'est pas le cas de son jumeau, le tristement célèbre Titanic, qui fait naufrage lors de son voyage inaugural le 15 avril 1912. Cette catastrophe met en lumière les nombreux problèmes de sécurité dont souffrent les navires, notamment en termes de moyens de sauvetage, ce qui entraîne un durcissement de la réglementation.
À la même époque, la France tente de marquer sa présence avec l'arrivée de son seul « quatre-cheminées ». En 1912, le France est inauguré. C'est un bâtiment modeste par rapport à la concurrence. L'Allemagne réagit à l'offensive britannique. La HAPAG lance un trio de paquebots géants nettement plus grands que ceux de la White Star Line. L'Imperator est le premier à arriver en 1913. Il est suivi du Vaterland, peu avant le déclenchement de la Première Guerre mondiale. La construction du troisième géant, le Bismarck, est stoppée par les hostilités,.

### D'une guerre à l'autre (1914 - 1939)

#### La Première Guerre mondiale

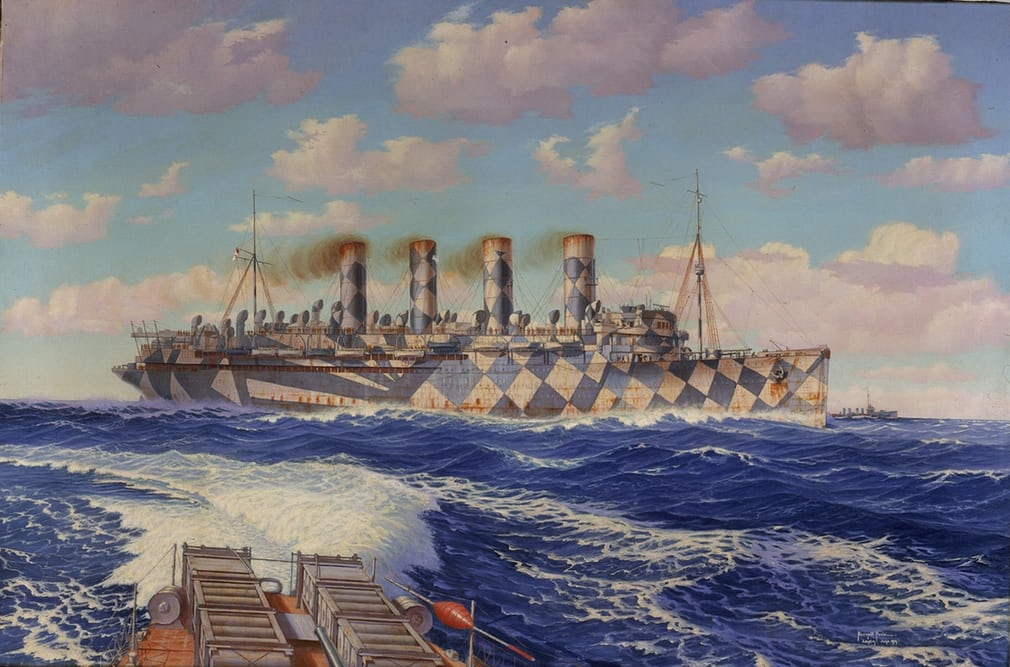
Le Mauretania en camouflage Dazzle durant la Première Guerre mondiale.

La Première Guerre mondiale est une époque tourmentée pour les paquebots. Certains comme le Mauretania, l'Aquitania, le Britannic ou encore le France sont transformés en navires-hôpitaux durant le conflit,,,. D'autres deviennent des transports de troupes, tandis que certains, tels que le Kaiser Wilhelm der Grosse, participent en tant que navire de guerre aux hostilités. Ce dernier type d'opérations est cependant vite jugée inutile, les navires offrant des cibles trop faciles. Le transport est en revanche très prisé du fait de leur grande taille. Les navires sont peints de formes géométriques et colorées selon le système de camouflage Dazzle pour éviter leur torpillage par les sous-marins ennemis.
La guerre est cependant marquée par son lot de naufrages de paquebots ; ainsi, le Britannic sombre en 1916 en mer Égée après avoir heurté une mine. Nombre de torpillages ont lieu et un grand nombre de navires coule. Le Kaiser Wilhelm der Grosse sombre à la suite d'un épique combat au large des côtes africaines en 1914, tandis que son jumeau le Kronprinz Wilhelm participe à des traques en mer pour aborder et couler des navires marchands. Le torpillage du Lusitania, le 7 mai 1915, coûte pour sa part la vie à plusieurs dizaines de citoyens américains alors que les États-Unis sont encore neutres. Bien que d'autres facteurs entrent en jeu, l'impact de ce naufrage pousse fortement l'opinion américaine en faveur des Alliés et facilite l'entrée en guerre du pays.
Les pertes sont compensées par le traité de Versailles en 1919 qui conduit à la remise aux vainqueurs de nombreux paquebots allemands : le trio de la HAPAG est partagé entre la Cunard, la White Star et les United States Lines tandis que les trois navires survivants de la classe Kaiser sont réquisitionnés par la marine américaine dans le cadre du conflit, puis conservés. Des plus grands paquebots allemands, seul le Deutschland échappe à ce destin à cause de son mauvais état.

#### L'entre-deux-guerres: âge d'or et crise

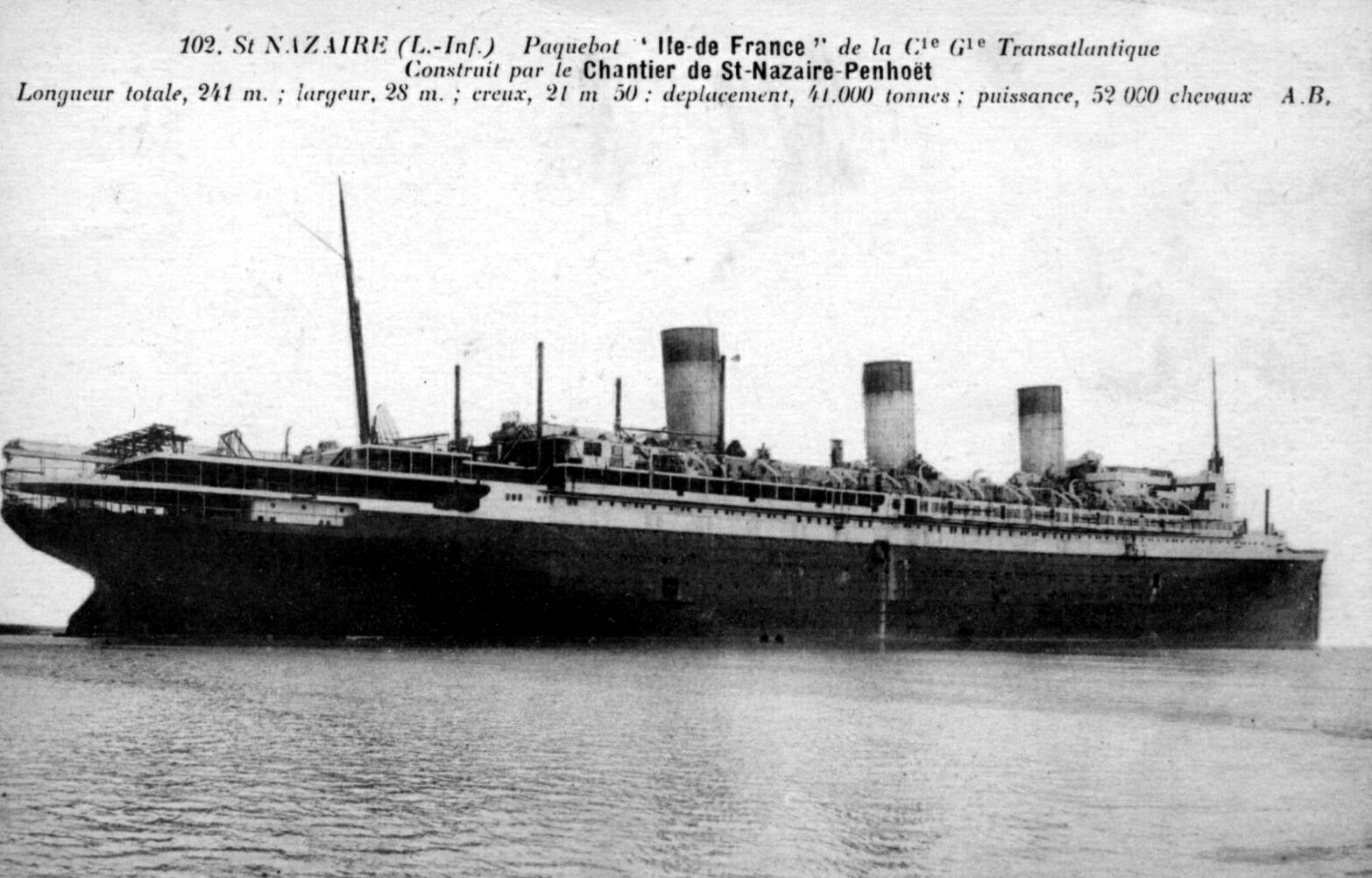
L’Île-de-France est resté de nombreuses années un paquebot très populaire auprès de la clientèle internationale.

Après une période de reconstruction, les compagnies maritimes se remettent rapidement des dégâts causés par la guerre. Les navires commencés avant la guerre tel que le Paris de la Compagnie générale transatlantique sont achevés et mis en service. Les navires britanniques bien établis tels que l’Olympic et le Mauretania reprennent également du service et connaissent un grand succès au début des années 1920, tandis que des paquebots plus modernes font leur apparition. Ils sont tout d'abord français, avec l’Île-de-France, qui est mis en service en 1927. Les États-Unis ont pour leur part récupéré le Vaterland, qui, renommé Leviathan devient le fleuron de leur flotte marchande. Cependant, la Prohibition, qui s'applique sur les navires américains comme sur tout le territoire, les pénalise fortement au profit des navires européens.
L'Allemagne revient sur le devant de la scène en 1929 avec les navires-jumeaux Bremen et Europa qui ravissent le Ruban bleu au Mauretania et s'imposent par leur modernité. L'Italie n'est pas en reste avec l'arrivée, dans les années 1930, du Rex et du Conte di Savoia qui battent également des records de luxe et de vitesse. 
La France, marque magistralement l'âge d'or transatlantique avec le plus beau, le plus rapide et le plus grand paquebot du monde. Mis en service entre Le Havre et New-York le 29 mai 1935, Normandie incarne le summum du grand goût artistique, de la sophistication technique et de la médiatisation mondiale. À travers toutes ces dimensions, Normandie devient l'incarnation physique du rêve français des années 1930.
Cependant, l'heure est également à la crise. Les États-Unis ayant drastiquement réduit leurs quotas d'immigrants, les compagnies maritimes perdent une grande partie de leurs revenus et doivent se reconvertir. La Grande Dépression joue également un rôle important et, les traversées rentables allant en diminuant, les compagnies redirigent une partie de leurs vaisseaux vers des croisières touristiques plus rentables. Au Royaume-Uni, Cunard et White Star sont très mal en point, et le Chancelier de l'Échiquier Arthur Neville Chamberlain propose de fusionner les deux compagnies pour créer une compagnie britannique forte. Toutes deux fusionnent en 1934, et lancent la construction du Queen Mary tout en envoyant progressivement leurs anciens navires à la casse. La construction d'un deuxième navire, le Queen Elizabeth, est perturbée par le début de la Seconde Guerre mondiale.

### De la Seconde Guerre mondiale au règne de l'avion (1939 - 1975)

#### Un conflit meurtrier

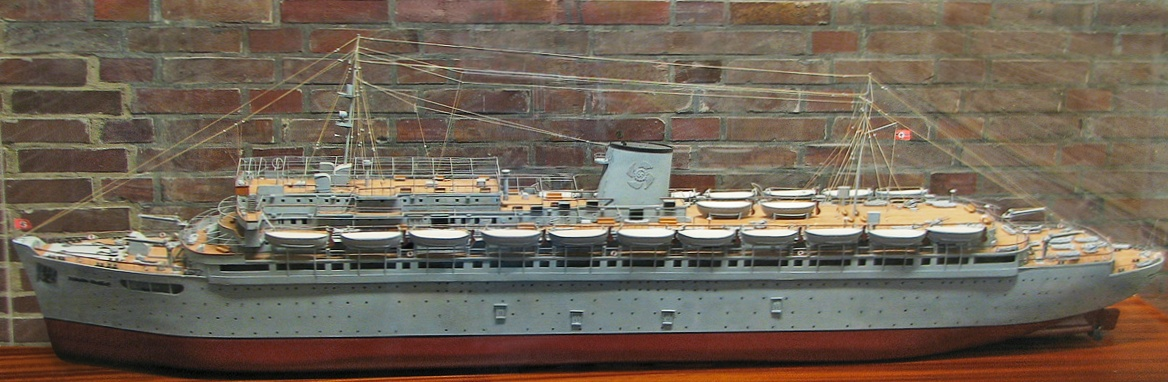
Le naufrage du Wilhelm Gustloff est le plus meurtrier de l'histoire.

La Seconde Guerre mondiale est un conflit riche en événements concernant les paquebots. Dès le début des combats, les navires allemands sont réquisitionnés dans le cadre des hostilités, souvent comme casernes flottantes. C'est dans le cadre de cette activité que le Bremen prend feu et sombre en 1941. À l'inverse, le Queen Elizabeth, bien qu'inachevé, part pour les États-Unis, après une opération de désinformation conséquente visant à détourner le feu allemand du navire. Ce paquebot et le Queen Mary se distinguent alors pour les transports de troupes.
De terribles naufrages marquent le conflit : le Lancastria sombre, corps et biens, en 1940 avec 4 000 à 7 000 personnes à son bord,. En 1945, le bombardement du paquebot Cap Arcona tue 5 000 personnes, pour la plupart des prisonniers du camp de concentration de Neuengamme. À la même époque, le Wilhelm Gustloff est torpillé par les Soviétiques et coule avec plus de 9 000 réfugiés à son bord, ce qui en fait le naufrage le plus meurtrier de l'histoire.
D'autres naufrages sont nettement moins meurtriers mais causent la perte des navires : le Rex est ainsi bombardé et coulé, tandis que le Normandie prend feu durant sa transformation en transport de troupes dans le port de New York.

#### Une nouvelle donne

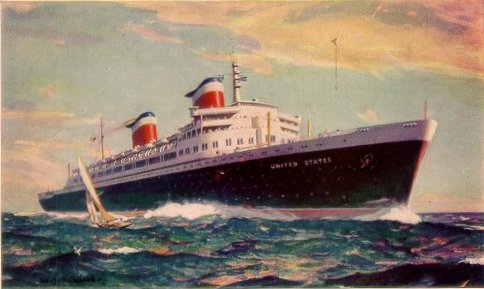
Le United States est le dernier détenteur du Ruban bleu.

Après-guerre, certains navires sont à nouveau transférés des vaincus aux vainqueurs au titre des dommages de guerre. C'est le cas de l'Europa ainsi cédé à la France qui lui donne le nom de Liberté. Par ailleurs, les chantiers de La Ciotat achèvent la construction de La Marseillaise (qui devait à l'origine s'appeler Maréchal Pétain), destiné à desservir les colonies pour le compte des Messageries maritimes. Cependant, avec la décolonisation, ce type de navire devient inutile et est rapidement revendu à des compagnies de croisières.
Les États-Unis sont pour leur part fortement impressionnés par les états de service des deux Queen durant la guerre. Désirant un navire fiable et rapide en cas de guerre contre l'URSS, ils font construire en 1952 le United States, qui bat tous les records de vitesse établis et détient depuis lors le Ruban bleu. L'Italie construit peu après le prestigieux Andrea Doria qui fait naufrage en 1956.
La concurrence des avions de ligne se fait cependant de plus en plus pressante et, au début des années 1960, l'avion représente 95 % du trafic de passagers sur la traversée de l'Atlantique. Le règne du paquebot se termine. La France lance cependant un dernier transatlantique, le prestigieux France, qui, même s'il naviguera jusqu'en 1972, se montre  peu rentable. Il illustre parfaitement la mutation qui s'effectue alors, et une grande partie de son temps est destiné à des croisières en divers points du globe.

### Du liner au navire de croisière (depuis les années 1970)

#### Le règne de la croisière

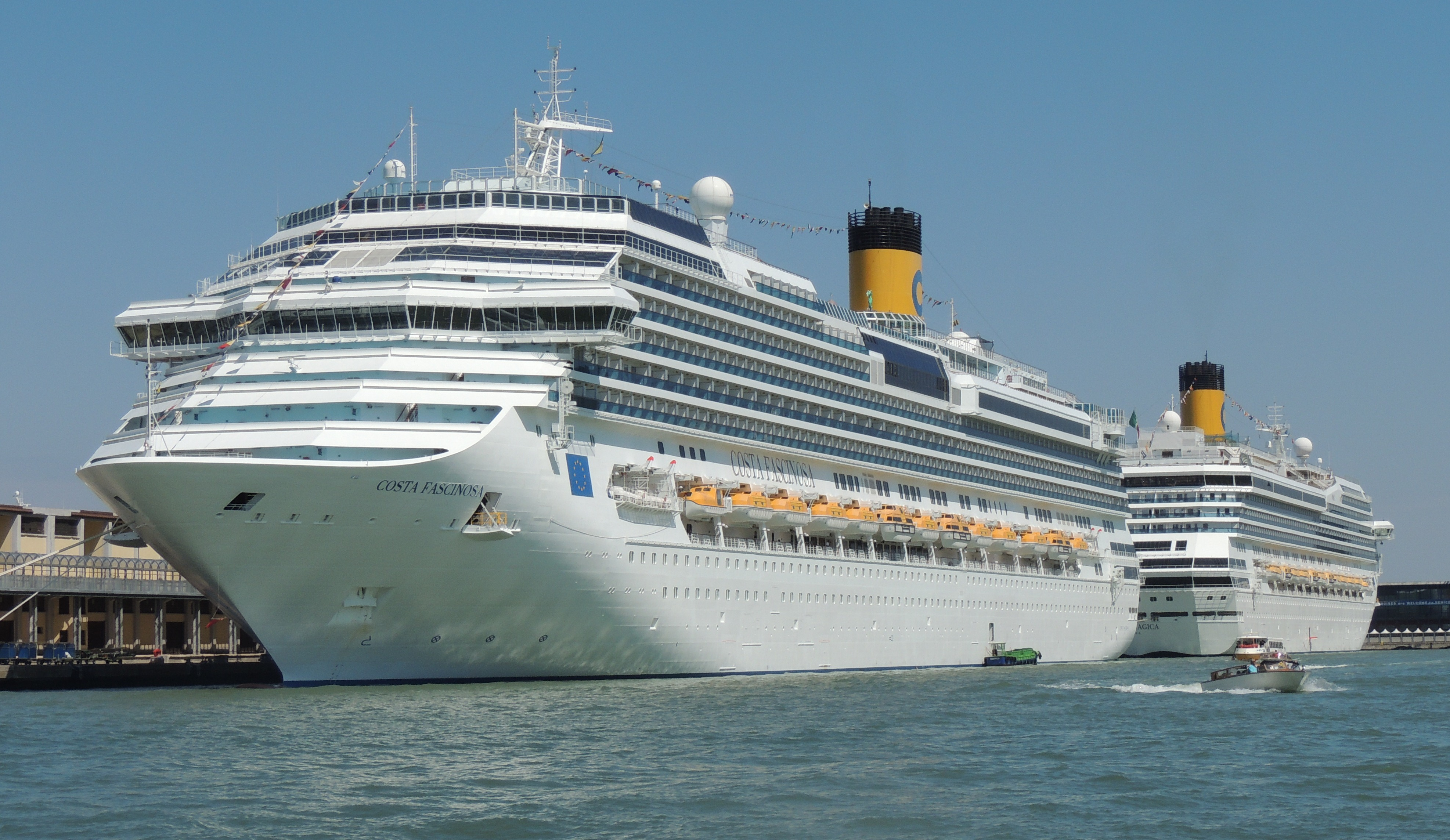
Au premier plan : Le Costa Fascinosa ; Au second plan : Le Costa Magica

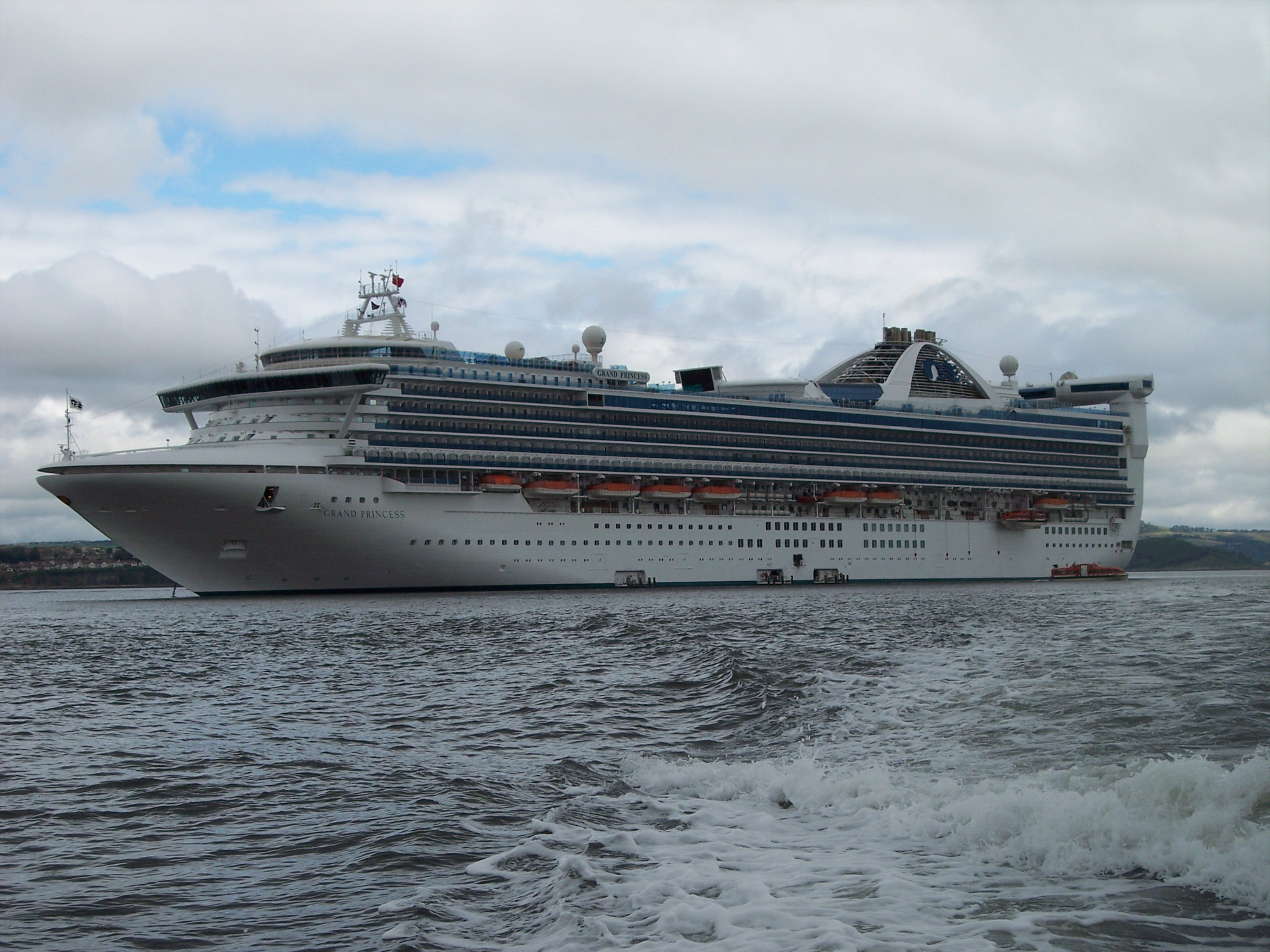
Le Grand Princess est un navire de croisière type de la fin du XX.

Les navires de croisières ne sont pas un fait nouveau. La P&O en organisait déjà dans les années 1840 et, lorsqu'il s'est montré peu rentable en tant que transatlantique, le Deutschland est également devenu un navire consacré aux croisières de luxe. À partir des années 1930, les grandes compagnies consacrent leurs transatlantiques à des croisières durant la morte saison. À partir des années 1950 et 1960, la croisière devient la première activité des paquebots, qui n'effectuent plus que quelques traversées transatlantiques. En 1979, le France, devenu Norway, est ainsi totalement transformé pour s'y consacrer à plein temps.
Au fur et à mesure, les navires deviennent de véritables hôtels flottants, la superstructure s'élevant de plus en plus haut. Des quatre grandes sociétés de croisières en 2020 trois sont désormais américaines : Costa Croisière (du groupe leader mondial des croisières Carnival Group), Norwegian Cruise Line(qui malgré son nom est basé à Miami) et Royal Caribbean Cruise Line, et le groupe franco-suisse MSC Croisières, possèdent de nombreux navires. Celles-ci mettent à disposition de leur clientèle des restaurants, des salles de gymnastique, des piscines, des théâtres, des cinémas ou bien des casinos, ainsi que des offres de prestations de luxe comme des suites, de la balnéothérapie, du thermalisme entre autres. Le navire n'est plus un moyen de traverser une mer ou un océan, mais devient un but en soi.
Fin 2019, on recense 365 paquebots et navires d’expédition maritimes pour un total de 597 391 lits et 118 navires transportant 243 643 lits jaugeant 10,181 millions de Tnx  devaient être livrés entre 2020 et 2027 pour un montant de 49 milliards de dollars, un record absolue dans ce domaine. Mais les conséquences économiques, sociales et environnementales de la pandémie de Covid-19 vont fortement toucher ce secteur et certainement entrainer des annulations et modifications de commandes.

#### Le mythe intact deslinerstransatlantiques
Les paquebots assurant des liaisons transatlantiques régulières se réduisent rapidement en nombre. Le United States est ainsi retiré du service en 1967. La même année, le Queen Mary est transformé en musée à Long Beach en Californie. En tout état de cause, ces navires ne sont plus à proprement parler des paquebots de ligne dans la mesure où ils assurent avant tout un voyage d'agrément. C'est ainsi le cas, jusqu'en 2008, du Queen Elizabeth 2 qui continue à perpétuer la tradition des liners en effectuant plusieurs traversées transatlantiques annuelles. À partir de 2004, le Queen Mary 2, de la même compagnie Cunard Line, fait de même avec un certain succès auprès d'une clientèle désireuse de revivre cette expérience.
D'autres paquebots de ligne ont été conservés comme témoignage de cette époque : le United States repose le long d'un quai de Philadelphie en attente d'un repreneur, tandis que le Rotterdam, fleuron de la marine néerlandaise depuis 1959 est transformé en février 2010 en hôtel et musée flottants dans la ville dont il porte le nom.

## Caractéristiques

### Une course à la puissance

#### Toujours plus grands et plus rapides

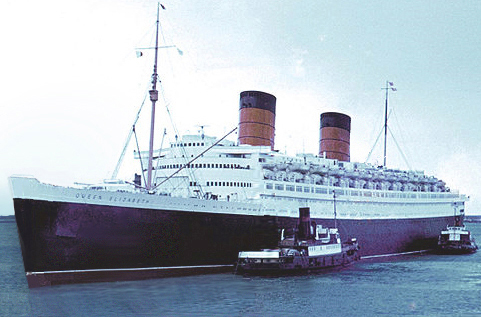
Le Queen Elizabeth est resté de 1940 à 1997 le plus gros navire jamais construit.

Les paquebots de ligne doivent dans un premier temps répondre à une demande croissante. Les premiers paquebots sont par ailleurs souvent considérés comme des « bateaux-cercueils », car les conditions d'hygiène déplorables y entraînent des taux de mortalité dépassant les 25 %. Enrayer ce phénomène nécessite des navires plus grands, pour diminuer l'entassement des passagers, et plus puissants, pour réduire le temps de traversée. La vapeur et les coques en fer puis en acier qui apparaissent au cours du XIXe siècle permettent ces avancées. Ainsi, le Great Western, en 1838, mesure 65 mètres de long, tandis que le Great Eastern en mesure 212 vingt ans plus tard. Son record n'est par ailleurs battu que 40 ans plus tard, en longueur par l’Oceanic et en tonnage par le Celtic. Le tonnage croît par la suite de façon exponentielle : alors qu'il atteint pour la première fois les 20 000 tonneaux de jauge brute (tjb) en 1901 avec les Big Four de la White Star Line, les géants de classe Olympic atteignent les 45 000 tjb dix ans plus tard. Dans les années 1930, le Normandie est presque à 80 000 tjb. Le Queen Elizabeth est alors, en 1940, le plus gros navire jamais construit, avec plus de 83 000 tjb, et il le reste jusqu'en 1997. Au début du XXIe siècle, cependant, certains paquebots comme le Queen Mary 2 ou le Freedom of the Seas dépassent largement les 100 000 tjb.

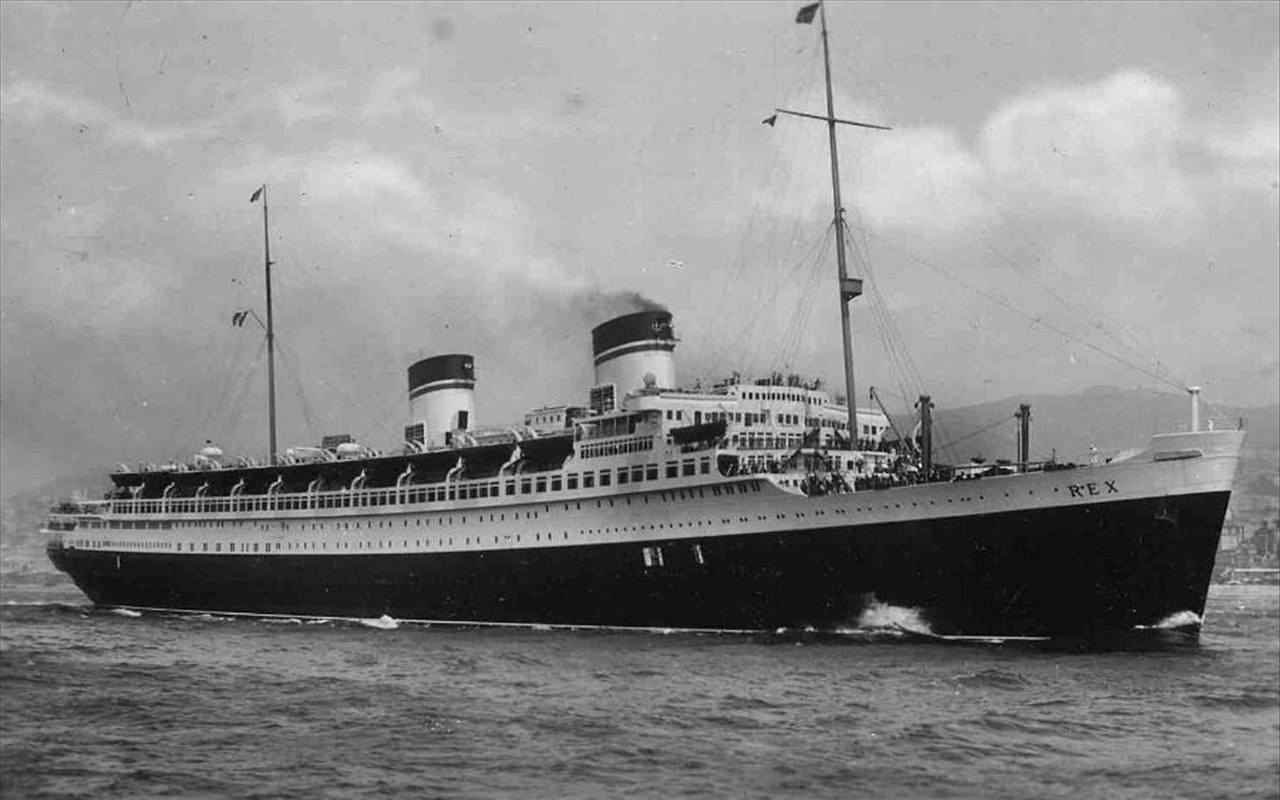
Le Rex, détenteur italien du Ruban bleu en 1933

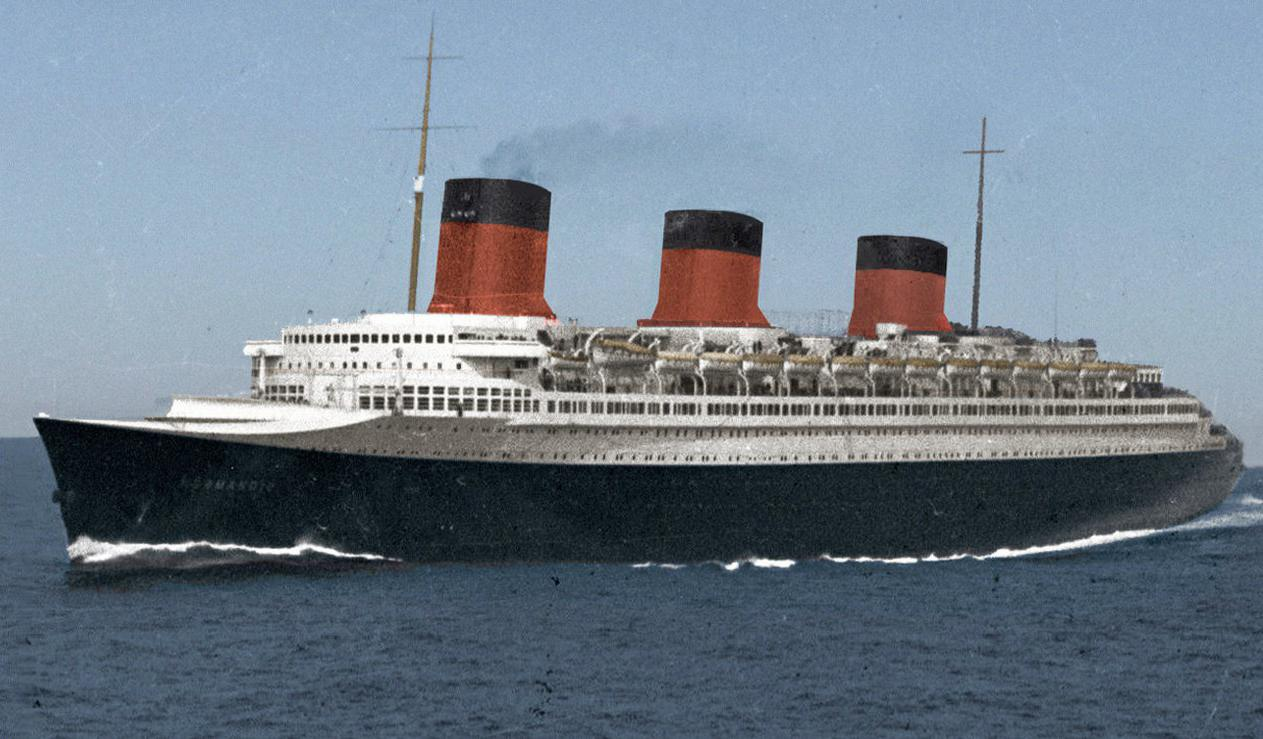
L'appareil propulsif du Normandie inclut les dernières innovations techniques lors de sa construction.

Au début des années 1840, la vitesse moyenne d'un paquebot est d'à peine 10 nœuds (une traversée de l'Atlantique dure donc une douzaine de jours). Elle passe dans les années 1870 à 15 nœuds (environ une semaine de traversée) grâce aux progrès réalisés dans le mode de propulsion des navires : les chaudières à vapeur rudimentaires cèdent le pas à des machineries plus élaborées ; les roues à aubes disparaissent progressivement, remplacées d'abord par une hélice puis par deux. Au début du XXe siècle, les « lévriers des mers » de la Cunard, Mauretania et Lusitania atteignent 27 nœuds. Les records semblent alors imbattables, et la plupart des compagnies abandonnent la course à la vitesse au profit de la taille, du luxe et de la sécurité. L'apparition de navires alimentés par un moteur Diesel, ou dont les machines à vapeur préfèrent le mazout au charbon, comme le Bremen, au début des années 1930, relance la course au Ruban bleu. 

Normandie est le premier navire à dépasser 300 mètres de long, à sa mise en service en 1935. Entre 1936 et 1938, il rivalise avec Queen Mary pour s'adjuger le Ruban bleu au delà de 30 nœuds. Il faut attendre 1952 pour que le United States établisse un record de vitesse définitif, à 34,5 nœuds (3 jours et 12 heures de traversée). Par ailleurs, depuis 1935, le Ruban bleu est accompagné du Trophée Hales, remis au vainqueur. Cependant, le développement des croisières à partir des années 1960 diminue radicalement les besoins de vitesse.

#### Les cheminées comme symbole de force

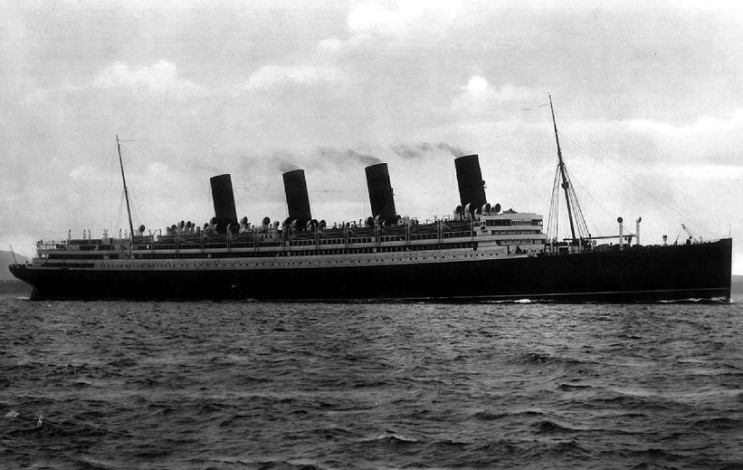
LAquitania, dernier des « quatre tuyaux » de l'Atlantique Nord.

Le nombre de cheminées d'un navire est pendant longtemps un facteur important. Jusque dans les années 1890, elles sont accompagnées d'une mâture fonctionnelle destinée à recevoir des voiles. Le gréement est peu à peu abandonné avec le temps, son utilité étant de moins en moins évidente. Jusqu'à cette époque, les paquebots arborent souvent des cheminées au nombre de deux. Outre leur fonction technique, les cheminées signalent également la compagnie à laquelle appartient le navire par le biais d'un code de couleurs : les cheminées de la White Star Line sont ainsi ocre brun à manchette noire ; celles de la Transat sont rouges à manchettes noires et ainsi de suite.
Avec le Kaiser Wilhelm der Grosse, les Allemands lancent la mode des paquebots à quatre cheminées : quatorze naviguent en tout, dont douze dans l'Atlantique Nord : cinq sont allemands, un français et les huit autres britanniques. Bien que non fonctionnelles, elles donnent une illusion de sécurité et de puissance qui attire les passagers. La mode passe cependant rapidement et l'Aquitania, en 1914, est le dernier paquebot à quatre cheminées. Par la suite, le nombre de cheminées se réduit, et celles-ci se font plus profilées et tassées. Celles de Normandie, en 1935, ne sont soutenues par aucun câble et la troisième s'avère factice pour accueillir le chenil. Certains navires, comme le Rotterdam en 1959, n'arborent même plus de cheminées.

### Des services toujours plus nombreux

#### De multiples activités et installations

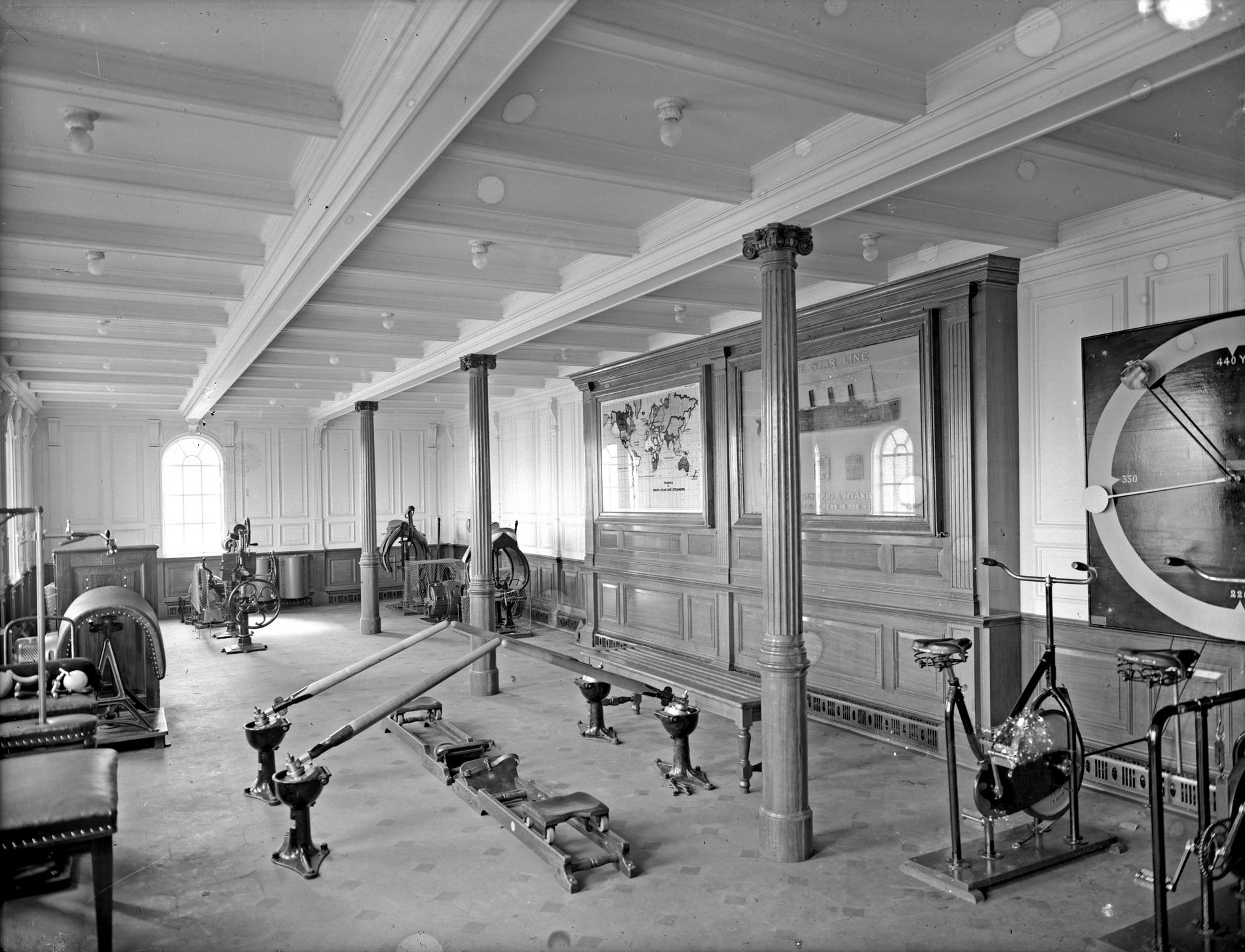
Le gymnase du Titanic, en 1912.

Les premiers paquebots sont conçus pour transporter majoritairement des migrants. Les conditions sanitaires sont souvent déplorables et les épidémies sont fréquentes. En 1848, des lois maritimes imposant des règles d'hygiène sont adoptées et améliorent les conditions de vie à bord. Peu à peu, deux classes distinctes se développent, la classe cabine et l'entrepont. Les occupants de la première, minoritaires, sont des passagers fortunés qui bénéficient d'un certain confort. Les autres sont des migrants massés dans de grands dortoirs. Jusqu'au début du XXe siècle, ceux-ci ne disposent pas toujours de draps et de repas. Une classe intermédiaire de touristes et de passagers de classe moyenne apparaît peu à peu. Les navires sont alors divisés en trois classes. Au fil du temps, l'immigration disparaît au profit du tourisme. Les navires se dotent alors d'une classe « touriste » qui prend finalement le pas sur les autres classes à bord des navires de croisière.
Les installations offertes aux passagers se développent progressivement. Dans les années 1870, l'apparition sur l'Oceanic de baignoires et de lampes à huile fait sensation. Dans les années qui suivent, les équipements se multiplient dans les navires : fumoirs, salons et ponts-promenade. En 1912, le Titanic propose même des bains turcs et une piscine. Dans les années 1920, le Paris est le premier à proposer un cinéma. Les paquebots modernes suivent toujours cette tendance et sont équipés de piscines, de courts de tennis, de casinos et de boutiques.
Des spectacles sont par ailleurs organisés, et, durant l'âge d'or des paquebots, des célébrités voyageant à bord participent aux festivités. Ainsi, Tino Rossi improvise en 1953 un spectacle à bord de l'Île-de-France. Si les enfants ont longtemps été considérés comme « à charge », ils jouissent à partir des années 1920 de la pleine attention de l'équipage qui leur propose des salles réservées, des animations et des spectacles.

#### De véritables «villes flottantes»

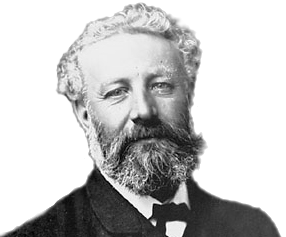
L'écrivain Jules Verne est le premier à avoir utilisé l'expression de « ville flottante » pour désigner un paquebot, expression maintes fois reprise par la suite.

Les paquebots génèrent une forte animation et nécessitent un personnel nombreux. Jules Verne, à la suite d'une traversée à bord du Great Eastern, écrit ainsi un ouvrage témoignage intitulé Une ville flottante. Nombre de services sont en effet requis pour satisfaire au bien-être des passagers : l'équipage ne se contente pas du personnel navigant et de mécaniciens mais doit également faire avec une batterie de stewards, cuisiniers, grooms... En 1912, l'équipage du Titanic comporte ainsi près de 900 personnes et il n'est pas rare que certains navires excèdent les 1 000 membres d'équipage. Les cuisines d'un paquebot moderne sont donc souvent gigantesques, et les réserves transportées pour une traversée sont gargantuesques : le nombre de bouteilles se compte généralement en dizaines de milliers pour une traversée.
Sur les très grosses unités telles l’Oasis ou Allure of the Seas, on ne compte pas moins de 2 000 m2 de chambres réfrigérées (fruits, légumes, produits laitiers, boissons et conserves), et 700 m2 de chambres pour produits congelés à −25 °C (glaces, viandes, volailles et poissons). Contrairement à certaines idées reçues, les plats servis sur les navires de croisières sont entièrement réalisés à bord par un important personnel en cuisine, à partir des produits de base frais et congelés. Les impositions sanitaires sont draconiennes, et souvent conformes aux normes sanitaires américaines (USPHS), ce qui permet à ces navires de pouvoir toucher les plaques tournantes américaines (Miami et Fort Lauderdale notamment).

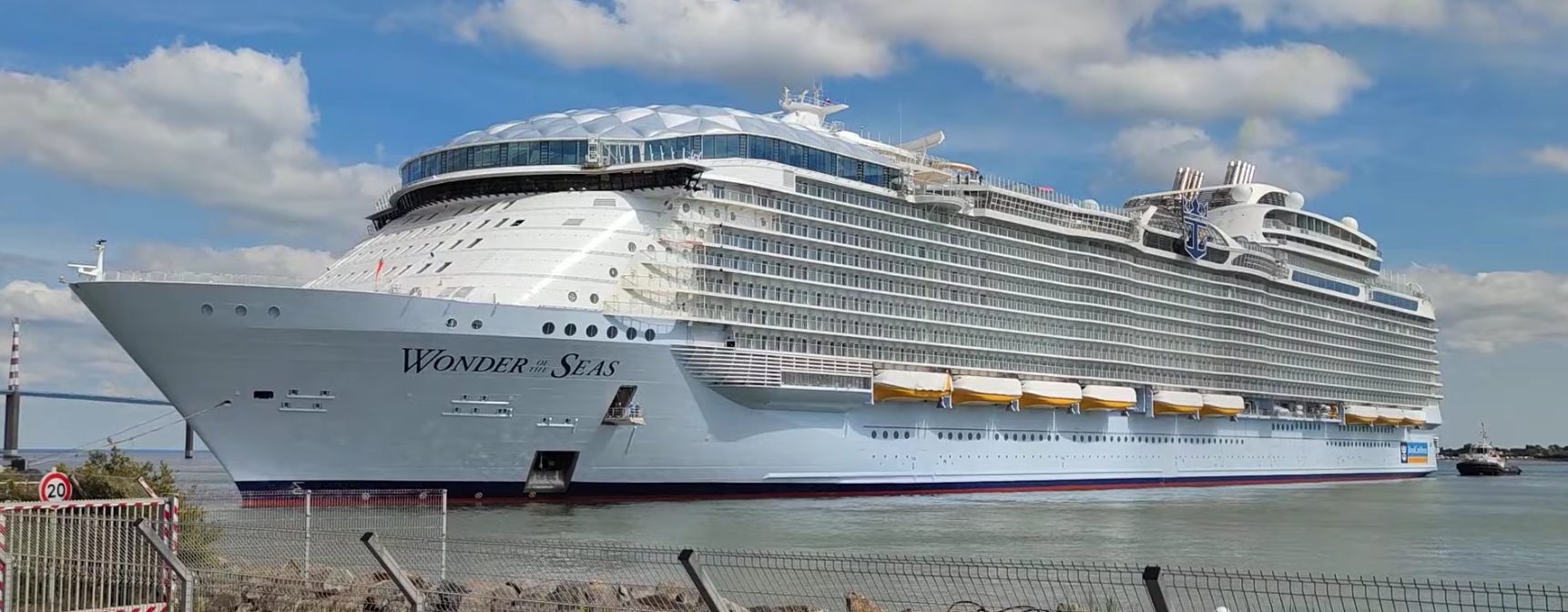
Le Wonder of the Seas est au début 2022 le plus gros paquebot au monde

Outre la nourriture, l'équipage doit répondre à d'autres besoins, en particulier religieux. Si les paquebots du début du XXe siècle se contentent bien souvent d'un office donné par le commandant dans le grand salon, d'autres tels que le Normandie ou le France disposent de plusieurs lieux de cultes exclusivement consacrés à la pratique religieuse. La santé est également prise en compte et des hôpitaux apparaissent sur les paquebots. Il s'agit au départ de zones de quarantaine gérées par une équipe de médecins du bord mais les hôpitaux de navires plus modernes n'ont rien à envier aux cliniques terrestres. Certains disposent de blocs opératoires et de pharmacies, entre autres. En 1965, le France transmet des électrocardiogrammes d'un passager aux deux côtés de l'Atlantique, permettant une opération en direct.Il est fréquent d’avoir à gérer des décès de passagers, et chaque navire dispose d’une armoire mortuaire de conservation. Le Queen Mary 2 qui a vocation de faire voyager une clientèle âgée dispose, en plus de son important hôpital, d’une morgue pour 6 corps.
Les navires de croisière modernes doivent se montrer économiques en énergie, et respectueux de l’environnement. La chaleur générée par les moteurs diesel sert en partie à la production d’eau douce en quantité considérable. Toutes les eaux usées sont traitées dans des réacteurs biologiques, et ne sont rejetées à la mer qu’un fois conformes et stériles. Les ordures sont triées et débarquées à chaque rotation de passagers.[réf. nécessaire]

### Pollution
Les riverains des ports se plaignent de plus en plus de la pollution causée par les paquebots de croisière, qui utilisent comme carburant du fioul lourd, peu coûteux mais très polluant : en Méditerranée, la teneur en soufre autorisée pour les carburants maritimes est actuellement de 1,5 % pour les navires de passagers, soit 1500 fois plus que la limite tolérée du SOx dans le diesel des voitures ou des camionnettes. Dans les ports, ils doivent utiliser depuis 2015 un autre carburant, ne comptant que 0,1 % de soufre, stocké dans un autre réservoir. Ils produisent de plus des particules fines en grandes quantités : à Marseille, la part du maritime dans les particules en suspension dans l'atmosphère de la ville est estimée à 10 à 20 % ; un bateau à quai produit des rejets dans l'atmosphère équivalents à 10.000 à 30.000 véhicules, et en propulsion, 5 à 10 fois plus ; l' « Harmony of the Seas », fierté des chantiers STX de Saint-Nazaire, même au diesel marin dans les ports, pollue encore autant que 87000 voitures. Parmi les solutions envisagées :  le branchement électrique à quai des navires, pour qu'ils coupent leurs moteurs diesel en escale ( Göteborg, Los Angeles, Vancouver) et surtout le passage à des motorisations au GNL (gaz naturel liquéfié), qui réduit de 85 % les oxydes d'azote, annihile les émissions d'oxyde de soufre et l'essentiel des particules fines (95 % de moins que le fioul lourd) ; plusieurs armateurs ont commandé des paquebots alimentés au gaz.
Une étude de Transport et Environnement publiée en juin 2019 révèle que les 94 paquebots du leader mondial des croisières Carnival Corporation rejettent à eux seuls dix fois plus de dioxyde de soufre que les 260 millions de voitures de tourisme de l'Europe ; les émissions des 203 navires de croisière recensés en Europe en 2017 ont atteint 62 000 tonnes de dioxyde de soufre, 150 000 tonnes d'oxyde d'azote et 10 000 000 tonnes de CO2. L'Espagne est le pays le plus touché avec 14 500 tonnes d'oxyde de soufre rejetées en 2017 dans l'atmosphère, suivie par l'Italie avec 13 900 tonnes, puis la Grèce avec 7 700 tonnes, la France avec 6 000 tonnes, et la Norvège avec 5 200 tonnes. La mer Baltique, la Manche et la mer du Nord sont classées en zones Seca (« sulphur emission control areas »), obligeant tous les bateaux à y consommer un carburant limité à 0,1 % de soufre, mais cette réglementation ne concerne pas la Méditerranée, où les bateaux peuvent utiliser du fioul lourd, bien plus polluant. Une nouvelle réglementation de l'Organisation maritime internationale (OMI) obligera tous les bateaux à utiliser un fioul affichant un taux de soufre de 0,5 % maximum dès 2020, contre 1,5 % actuellement pour les navires de transport de passagers.
La compagnie norvégienne Hurtigruten met en service en juillet 2019 le paquebot MS Roald Amundsen, premier navire de croisière au monde équipé d'un système de propulsion hybride électrique ; les moteurs fonctionnent principalement au gazole marin, mais cette solution hybride permet de réduire la consommation de carburant d'environ 20 %. Dans de bonnes conditions de mer, ce navire hybride pourra naviguer uniquement à l'électrique pendant près d'une heure. Le deuxième navire qui sera livré en 2019 disposera d'un bloc batterie d'une capacité deux fois supérieure à celle du Road Amundsen.

### Chantiers navals

#### Britanniques et Allemands

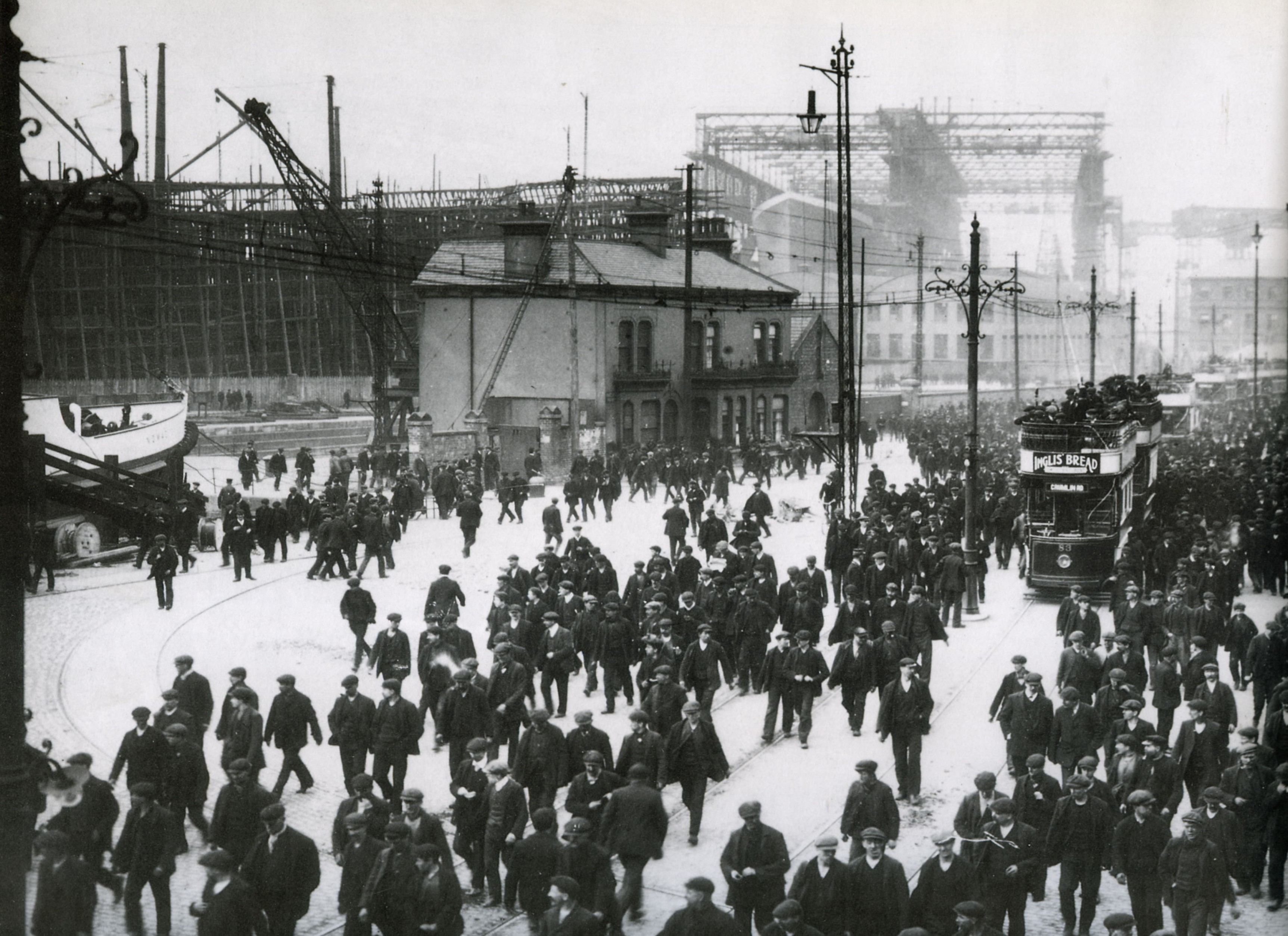
Des ouvriers irlandais quittent les chantiers Harland & Wolff durant la construction du Titanic.

Les Britanniques et les Allemands sont ceux qui se sont le plus illustrés dans la construction navale lors de la grande époque des paquebots. En Irlande, les chantiers Harland & Wolff de Belfast se montrent particulièrement innovants et réussissent à gagner la confiance de nombreuses compagnies au premier rang desquelles vient la White Star Line. Ces chantiers gigantesques emploient une forte partie de la population de la ville et construisent coques, machines, mobilier et même dispositifs de sauvetage. Parmi les autres chantiers britanniques réputés se trouvent Swann, Hunter Wigham Richardson, notamment constructeur du Mauretania et le chantier John Brown & Company, constructeur du Lusitania.
Les Allemands disposent pour leur part de nombreux chantiers en mer du Nord et sur la Baltique, notamment les chantiers Blohm & Voss de Hambourg et les chantiers AG Vulcan de Stettin. Fortement détruits pendant la Seconde Guerre mondiale, ces chantiers reprennent cependant une activité de construction intense. ThyssenKrupp ferme ses filiales Nordseewerke (les Chantiers de la mer du Nord) à Emden en 2010, Howaldtswerke-Deutsche Werft à Kiel en décembre 2011 et dit être en négociations avec le fonds d'investissement britannique Star Capital Partners pour la revente de Blohm & Voss. La Meyer Werft reste un important chantier naval situé principalement à Papenbourg.

#### Français
La France n'est pas en reste et bénéficie également de grands chantiers. Dans un premier temps, ceux-ci sont limités par des infrastructures ne permettant pas de construire des navires de plus de 250 mètres de long. Ainsi, honorant les commandes de la Compagnie Générale Transatlantique, les Chantiers de Penhoët livrent les premiers paquebots français de grande envergure entre 1912 et 1927, avec France, Paris, Île de France mais aussi des navires innovants de moindre tailles, comme Lafayette et Champlain.
Entre 1931 et 1935, la construction de Normandie, le plus grand et le plus beau navire du monde, fait entrer Saint-Nazaire et les Chantiers de Penhoët dans le carré restreint des meilleurs chantiers au monde. Après leur fusion, ils forment les chantiers de l'Atlantique, à l'origine de plusieurs paquebots de classe internationale(comme le Queen Mary 2...), et ce même au début du XXIe siècle. Le pays dispose également de chantiers sur les bords de la Méditerranée.

#### Autres puissances maritimes
L'Italie, les Pays-Bas et la Finlande disposent également de chantiers capables de construire des paquebots d'une certaine ampleur, bien que ceux-ci soient moins nombreux (Fincantieri, par exemple). La Chine lance la construction de son premier paquebot en octobre 2019 sur une filiale du conglomérat construction navale China State Shipbuilding Corporation (CSSC) avec l'aide de Fincantieri.

### Compagnies de paquebots

#### Britanniques
Les compagnies britanniques sont nombreuses mais deux se distinguent particulièrement : la Cunard et la White Star Line. Toutes deux sont fondées dans les années 1830 - 1840 et se livrent une forte concurrence, alignant au début du XXe siècle les plus gros et les plus rapides navires du monde. Il faut attendre 1934 pour que, la crise aidant, les deux fusionnent sous le nom de Cunard-White Star Line, avant que la Cunard ne rachète le tout en 1947. Bien qu'elle-même ait été rachetée par le Carnival Group, ses paquebots continuent à arborer son nom. La P&O occupe également une grande part de l'activité.
D'autres compagnies britanniques s'illustrent. La Royal Mail Steam Packet Company fait office de compagnie d'État, tant ses rapports avec le gouvernement sont étroits. Au cours de son histoire, elle englobe de plus en plus de compagnies (en particulier la White Star à la fin des années 1920), devenant l'une des plus grandes compagnies au monde avant que des ennuis judiciaires ne conduisent à sa liquidation en 1931. L’Union-Castle Line dessert pour sa part l'Afrique et l'océan Indien avec une flotte non négligeable.

#### Allemands

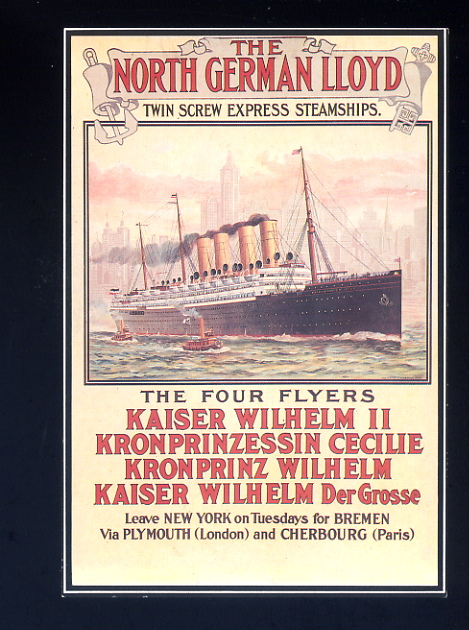
Cette affiche de la Norddeutscher Lloyd fait la promotion des quatre puissants paquebots qui font la renommée de la compagnie au début du XX.

L'Allemagne voit s'affronter deux compagnies rivales, la Hamburg America Line, souvent appelée HAPAG, et la Norddeutscher Lloyd. Toutes deux connaissent leur heure de gloire dans les années 1900 et 1910. Les deux guerres mondiales sont cependant autant de coups durs et les compagnies, à chaque fois contraintes de céder leurs navires aux vainqueurs, fusionnent pour former la Hapag-Lloyd.

#### Français
La France est également partagée, mais les domaines sont mieux définis. La Compagnie générale transatlantique, également connue sous le nom de « Transat » ou French Line, dessert la route de l'Atlantique Nord avec de prestigieux paquebots tels que le Normandie ou le France, tandis que la Compagnie des messageries maritimes est affectée aux colonies d'Asie et d'Afrique. La décolonisation conduit cependant à une forte baisse de rentabilité et les deux compagnies fusionnent en 1975 pour former la Compagnie générale maritime.

#### Autres grandes compagnies
D'autres compagnies maritimes d'importance s'illustrent dans le domaine des paquebots. Aux États-Unis, les United States Lines tentent de s'imposer sur la scène internationale mais ne parviennent pas à concurrencer leurs rivales européennes. En Italie, l’Italian Line est fondée en 1932 à la suite de la fusion de trois grandes compagnies et possède notamment le Rex et l'Andrea Doria.

### Lignes principales

#### Atlantique Nord
La plus prestigieuse de toutes les lignes empruntées par les paquebots est la ligne transatlantique. Elle représente en effet une grande part de la clientèle, qui embarque dans les ports de Liverpool, Southampton, Hambourg, Le Havre, Cherbourg ou encore Cobh pour gagner les États-Unis. La prospérité de cette ligne vient donc également en grande partie de la migration vers le nouveau continent. Le besoin de vitesse se répercute également sur les navires et le prestigieux Ruban bleu récompense la traversée la plus rapide, bien que cela ne soit pas sans danger. Nombre de naufrages touchent en effet cette route, le plus célèbre étant celui du Titanic en 1912 : abordages entre navires, tempêtes et glaces sont en effet monnaie courante dans l'Atlantique Nord.
Cette ligne est la destination privilégiée des grandes compagnies et le théâtre des grandes compétitions : la Cunard, la White Star, la Norddeutscher Lloyd, la HAPAG et la Compagnie générale transatlantique s'y livrent une concurrence acharnée, parfois au détriment de la sécurité. Ce prestige s'illustre également par la présence sur cette route de douze des quatorze paquebots à quatre cheminées jamais construits.

#### Atlantique Sud

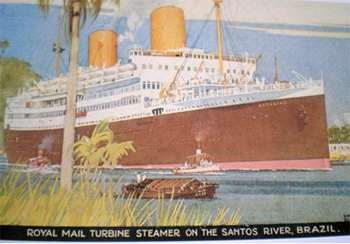
LAsturias au large du Brésil.

L'Atlantique Sud est également un océan fort fréquenté par les navires à destination d'Amérique du Sud, mais aussi d'Afrique et parfois d'Océanie. La White Star Line dispose ainsi certains de ses navires sur la ligne Liverpool - Le Cap - Sydney, notamment le Suevic, qui a la particularité d'être coupé en deux en 1907 et de se voir construire une nouvelle proue. Cependant, ces lignes permettent également aux compagnies espagnoles et italiennes de s'illustrer.
L'Atlantique Sud ne connaît pas les fortes concurrences du Nord et les vitesses y sont moins élevées. On y compte de fait moins de naufrages. Des navires réussissent cependant à y devenir célèbres, notamment le Cap Arcona qui se distingue par son luxe, ou le Pasteur, dernier navire des Messageries maritimes
Si la décolonisation et l'avènement de l'avion touchent fortement les paquebots de ligne de cette région, l'Atlantique Sud connaît une nouvelle vie avec les croisières. Les Antilles et le canal de Panama sont en effet devenues une destination très prisée des paquebots de croisière.

#### Méditerranée

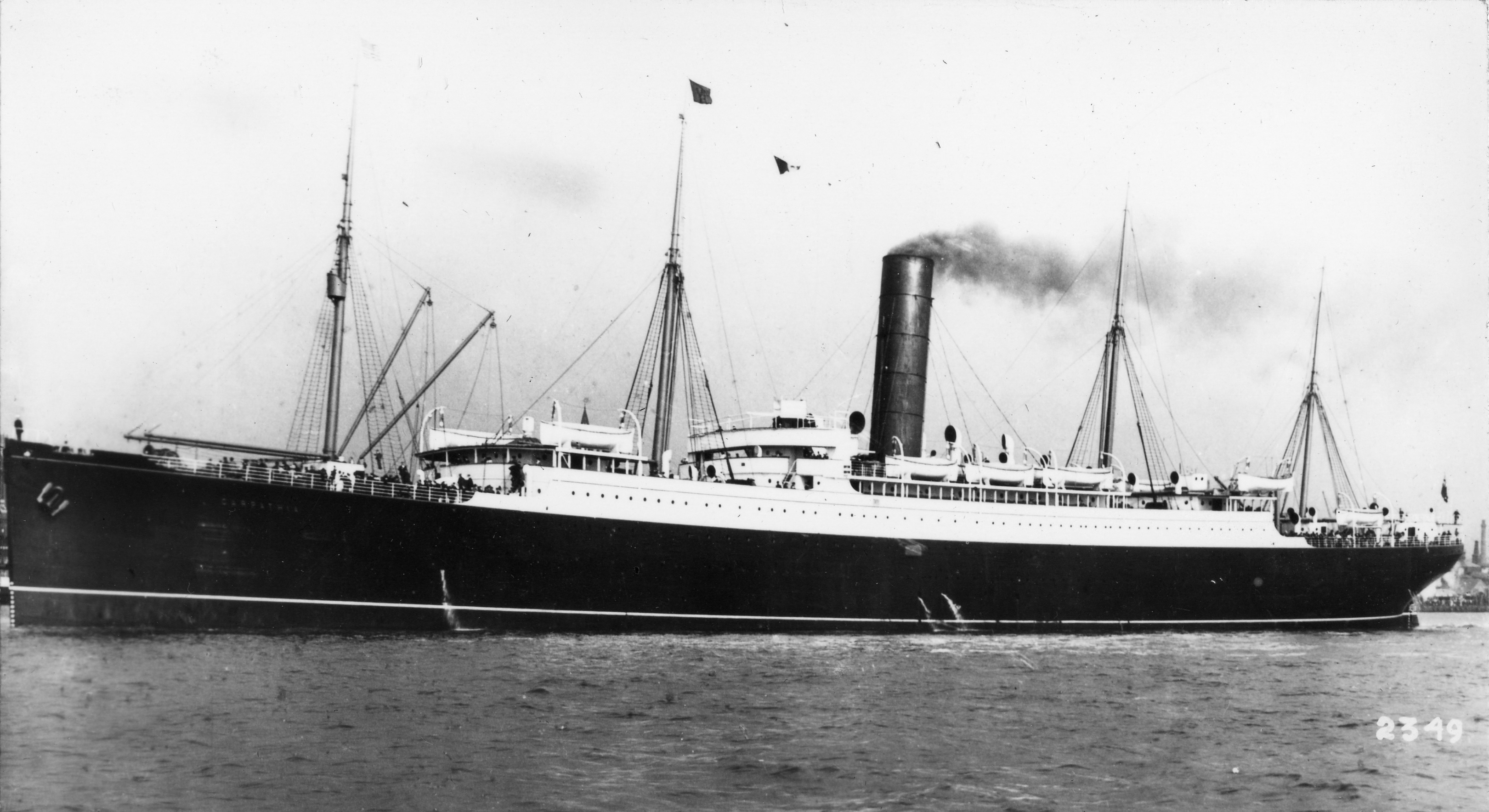
Le RMS Carpathia desservait la Méditerranée et l'Atlantique Nord.

La mer Méditerranée est très fréquentée par les paquebots. De nombreuses compagnies profitent en effet de la migration venant du sud de l'Italie et des Balkans pour installer une ligne allant de la Méditerranée aux États-Unis. Le Carpathia, venu au secours du Titanic lors de son naufrage, desservait ainsi Gibraltar, Gênes et Trieste. De même, les paquebots italiens sillonnent la Méditerranée avant de s'engager dans l'Atlantique Nord. L'ouverture du canal de Suez bénéficie également à la Méditerranée qui devient souvent un passage obligé vers l'Asie.
Cependant, c'est dans le domaine des croisières que la Méditerranée s'illustre. Le tourisme à destination de l'Égypte prend en effet son essor dès le début du XIXe siècle : les gens de milieux aisés aiment naviguer sur le Nil et visiter les sites archéologiques. De même, les croisières le long des côtes italiennes séduisent particulièrement et les paquebots font escale le long de côtes dans les grandes villes d'art que sont Rome, Venise ou bien Pise. La mode persiste et, au début du XXIe siècle, la Méditerranée reste une destination privilégiée des organisateurs de croisières.

#### Océan Indien et Extrême Orient
La colonisation rend l'Asie particulièrement attractive pour les compagnies maritimes. Nombreux sont en effet les fonctionnaires et militaires qui doivent s'y rendre. Dès les années 1840, la P&O organise des voyages à destination de Calcutta via l'isthme de Suez, le canal n'ayant pas encore été construit. Les parcours sur ces itinéraires à destination de l'Inde, de l'Asie du Sud-Est et du Japon sont longs (plusieurs mois), et ponctués d'escales.
La Compagnie des messageries maritimes se montre très présente sur les lignes asiatiques, notamment dans les années 1930 avec la série des « nautonaphtes » (navires à moteur) dont le plus célèbre est le Félix Roussel qui accorde une grande place aux dortoirs destinés aux permissionnaires. De même, La Marseillaise mis en service en 1949, est le fleuron de leur flotte mais souffre également des débuts de la décolonisation. Avec la baisse de la demande et l'avènement du transport aérien, ces navires deviennent inutiles.

#### Autres lignes
D'autres lignes sont également desservies avec moins d'ampleur : sur l'océan Pacifique, notamment pour aider à l'immigration chinoise ; sur les mers arctiques dans le cadre de croisières, à partir des années 1950 ; les croisières vers le Groenland apparaissent également à la fin du XXe siècle.

## Le «mythe du paquebot»

### Paquebots célèbres

#### Symboles nationaux

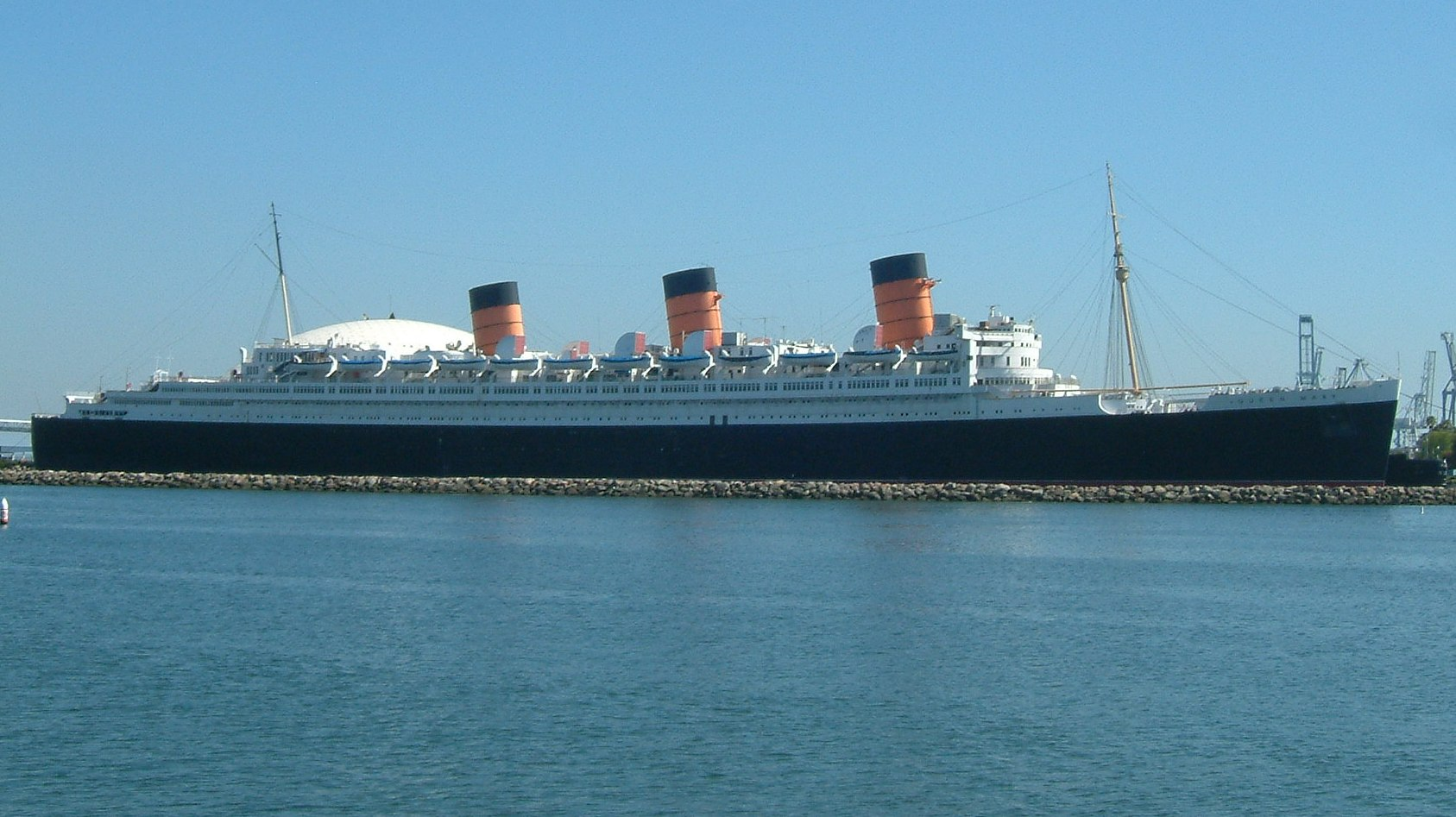
Le Queen Mary était en son temps très populaire auprès des Britanniques.

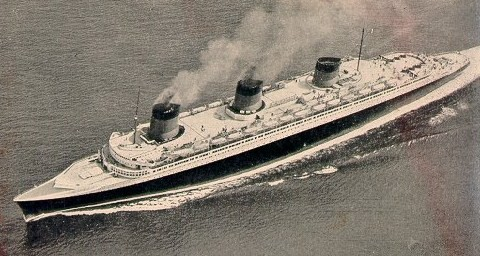
Le Normandie était le symbole de la France dans les années 1930, le comble du luxe et du raffinement à la française. Il est considéré comme le plus beau paquebot jamais construit.

La construction de paquebots résulte souvent d'une volonté politique. Le regain de puissance de la marine allemande provient de la volonté clairement affirmée du Kaiser Guillaume II d'Allemagne de voir son pays devenir une puissance navale. C'est ainsi que le Deutschland a l'insigne honneur de porter le nom de la mère patrie, honneur qu'il perd au bout de dix ans d'une carrière décevante. Le Lusitania et le Mauretania sont construits avec l'aide du gouvernement britannique pour que le pays reprenne une place de choix dans le trafic maritime. Le United States est également l'aboutissement de la volonté du gouvernement américain qui désirait un navire puissant et facilement transformable en transport de troupes. De même, le Rex et le Conte di Savoia sont construits à la demande de Benito Mussolini. Enfin, France est financé par l'État et est retiré du service en 1974 après la décision du Premier ministre Jacques Chirac.
Certains navires acquièrent également une forte popularité. Le Mauretania et l’Olympic ont ainsi durant leur carrière de nombreux admirateurs et leur démantèlement provoque une certaine tristesse. Il en est de même avec l’Île-de-France dont la démolition suscite un fort émoi auprès de ses admirateurs. Le navire a en effet acquis une forte popularité en venant au secours de nombreux navires, notamment l'Andrea Doria qui lui valent le surnom de « Saint-Bernard de l'Atlantique ». De même, le Queen Mary jouit d'une très forte popularité auprès de la population britannique.
Normandie parachève l'incarnation du symbole national en devenant l'élément d'unification visible de la France. Les innombrables sujets et reportages qui lui sont consacrés dans la presse, l'iconographie, la publicité et les objets dérivés de toute nature, en font un élément d'identité nationale assez original, à tel point que son commandant prononce un serment de fidélité à la France lors des cérémonies du 14 juillet 1939.

#### Naufrages et catastrophes maritimes

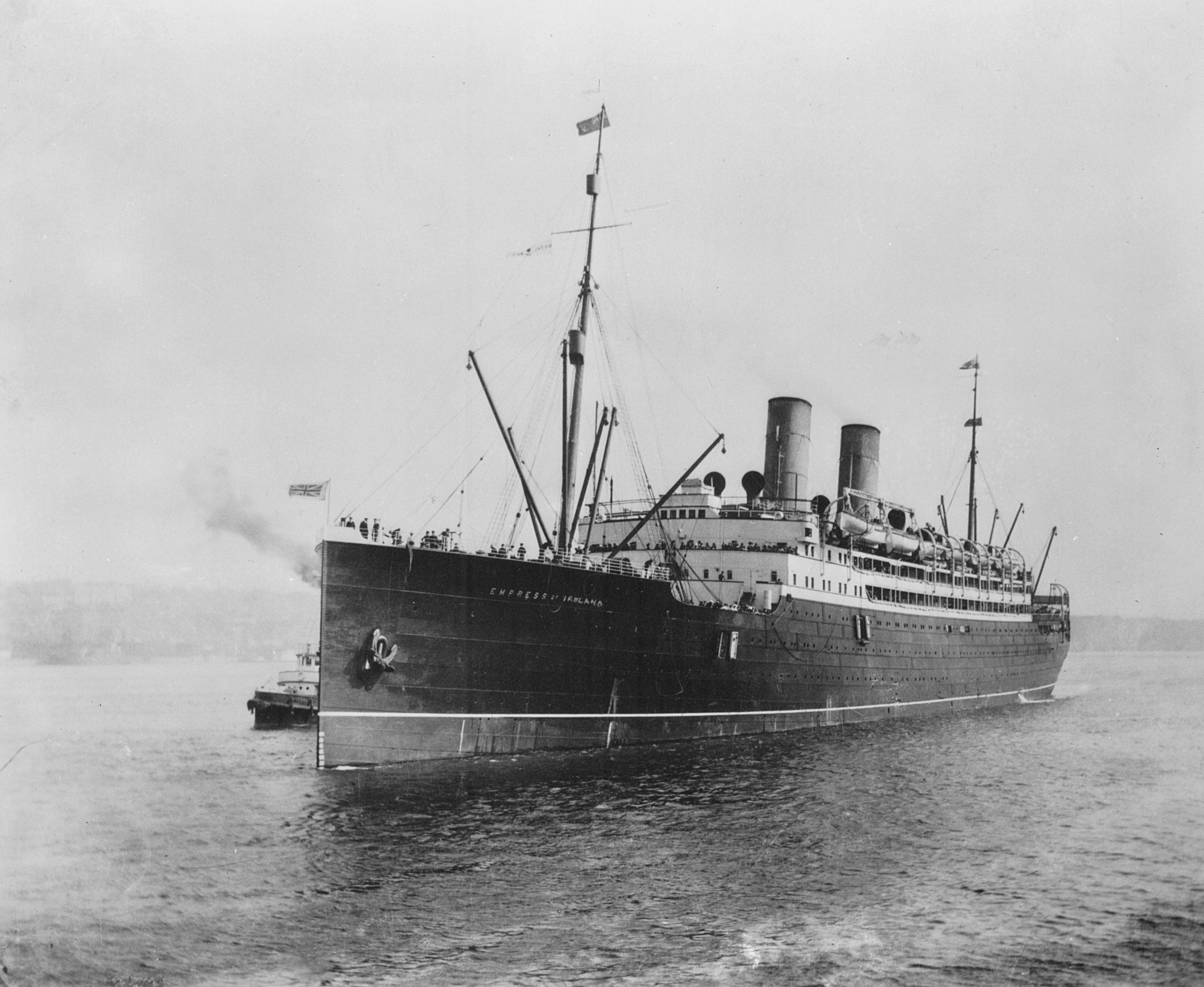
Bien que presque aussi meurtrier, le naufrage de lEmpress of Ireland n'a pas eu l'impact médiatique de celui du Titanic.

Certains paquebots sont tristement célèbres pour leurs naufrages de très grande ampleur. Ainsi, en 1873, l’Atlantic sombre au large de la Nouvelle-Écosse en faisant 600 victimes. Il devient ainsi le plus grand naufrage de son époque. Vient en 1912 le naufrage du Titanic, qui fait environ 1 500 victimes. Celui-ci met en évidence l'excès de confiance des compagnies maritimes dans leurs navires et le manque de canots de sauvetage à bord. Nombre de mesures sont prises à la suite de la catastrophe. Ceci n'empêche cependant pas l'histoire de se répéter deux ans plus tard avec le naufrage de l'Empress of Ireland : un peu plus de 1 000 personnes périssent dans les eaux gelées du Saint-Laurent. Le naufrage est cependant rapidement occulté par la Première Guerre mondiale.
Parmi les autres naufrages célèbres, celui du Lusitania en 1915 qui suscite un fort émoi ou celui mystérieux du Georges Philippar qui s'embrase lors de son voyage inaugural en 1932. La mort du journaliste Albert Londres dans la catastrophe conduit certains à suspecter un incendie criminel. En 1956, le naufrage de l'Andrea Doria fait les gros titres. Son bilan réduit d'une cinquantaine de victimes n'empêche pas un fort retentissement médiatique.
Le paquebot italien Achille Lauro est également au nombre des navires malchanceux. Il est en effet victime d'un détournement en 1985 qui se solde par la mort de l'un des otages et de son quatrième incendie en 1994 qui le ravage durant plusieurs jours et le fera sombrer.

### Le paquebot dans la culture

#### Dans la littérature
Les paquebots ont eu un fort impact sur la culture, que ce soit durant la grande ère des liners ou après. Dès 1867, Jules Verne raconte son expérience à bord du Great Eastern dans Une ville flottante. En 1898, l'écrivain Morgan Robertson écrit le roman Le Naufrage du Titan qui raconte une catastrophe imaginaire. Quatorze ans plus tard, certains voient en ce récit un écrit prémonitoire annonçant le naufrage du Titanic, conduisant à nombre de légendes.
Dans un registre plus heureux, c'est après une traversée à bord du Carla C qu'une passagère américaine écrit un roman sur la vie à bord d'un navire de croisière. Celui-ci est par la suite adapté en série télévisée sous le titre La croisière s'amuse. De plus, un grand nombre d'ouvrages consacrés aux paquebots est publié chaque année, et des sociétés historiques et autres associations sont fondées, telles que les French Lines ou encore la Titanic Historical Society,.

#### Au cinéma
Le thème du paquebot revient également beaucoup au cinéma. Ces navires sont ainsi souvent le théâtre d'histoires d'amour comme dans le film Elle et lui (Love Affair) avec Charles Boyer et Irene Dunne en 1939 et nombre d'autres. Le paquebot est également très utilisé dans les films catastrophe. Le film The Last Voyage est ainsi tourné à bord de l'Île-de-France qui est racheté et sabordé pour l'occasion. De même, L'Aventure du Poséidon est devenu un classique du genre et a fait l'objet de plusieurs remakes et parodies.
Le naufrage du Titanic attire également l'attention des cinéastes. Près de quinze films lui sont consacrés, dans différents genres. Le film Titanic de 1953 est ainsi réalisé dans la plus pure tradition hollywoodienne, tandis que celui de 1943 est une œuvre de propagande nazie. Enfin, en 1997, le blockbuster Titanic de James Cameron connaît un succès sans précédent.

### Expositions
Une exposition intitulée Paquebots de légende a eu lieu au Musée national de la Marine du 6 décembre 1991 au 5 mars 1992.
Une autre exposition consacrée au paquebot France a eu lieu au même musée en 2011.